# Georges de Grèce
Vous lisez un « article de qualité » labellisé en 2008.
Pour les articles homonymes, voir Georges de Grèce (homonymie).
Georges de Grèce (en grec moderne : Γεώργιος της Ελλάδας / Geórgios tis Elládas), prince de Grèce et de Danemark, est né le 24 juin 1869, au palais de Mon Repos, à Corfou, en Grèce, et mort le 25 novembre 1957 à Saint-Cloud, près de Paris, en France. Amiral de carrière et Haut-commissaire de la Crète autonome entre 1898 et 1906, c'est un membre de la famille royale hellène.
Deuxième fils du roi Georges Ier et de la reine Olga de Grèce, le prince joue, dans sa jeunesse, un rôle politique et social assez important dans son pays. Après avoir suivi, à Copenhague, une formation navale dans la marine et noué une relation amoureuse très étroite avec son oncle, le prince Valdemar de Danemark, Georges accompagne le tsarévitch Nicolas de Russie dans son voyage en Orient, durant lequel il sauve l'héritier du trône. De retour en Grèce, Georges participe ensuite activement à l’organisation des Jeux olympiques d’Athènes de 1896, avant d'être nommé Haut-commissaire de la Crète autonome entre 1898 et 1906. Mais, opposé à l’homme politique crétois Elefthérios Venizélos, Georges ne parvient pas à réaliser l’énosis et doit renoncer à son poste de gouverneur, ce qu'il considère comme un grave échec personnel.
Libéré de toute obligation politique, le prince s’installe en France, où il épouse la richissime Marie Bonaparte, sans pour autant mettre fin à sa liaison avec Valdemar. Pendant la Première Guerre mondiale, Georges profite de sa présence à Paris pour jouer le rôle d’ambassadeur officieux de la Grèce. Il essaie ainsi d'user de ses liens avec l’Entente pour obtenir de larges compensations territoriales pour son pays en échange d'une entrée en guerre aux côtés des Alliés. Cependant, sa médiation est un échec et le roi Constantin Ier de Grèce opte pour une neutralité de plus en plus bienveillante vis-à-vis des puissances centrales. En 1917, le roi des Hellènes est finalement déposé par l'Entente, qui part à la recherche d'un nouveau souverain pour la Grèce. Les liens de Georges et de son épouse avec le président du Conseil français Aristide Briand en font alors de sérieux candidats pour ceindre la couronne. Malgré tout, Georges refuse catégoriquement de trahir son frère et c’est l’un des fils de Constantin qui remplace finalement son père sur le trône.
À partir de 1925, la vie du prince est largement bouleversée par la rencontre de Marie Bonaparte avec Sigmund Freud. D'abord opposé à la passion de sa femme pour la psychanalyse, Georges apprend progressivement à apprécier le praticien autrichien, sans toutefois accepter ses idées. En 1939, le prince perd son amant, qui meurt après cinquante-six ans de relation amoureuse. Peu de temps après, il se brouille avec son fils, qui a épousé une roturière divorcée. C'est le début d'une période difficile, qui coïncide avec le déclenchement de la Seconde Guerre mondiale et un long exil en Afrique du Sud (1941-1944). Revenu en Europe à la fin du conflit, Georges passe ses dernières années au côté de sa femme, partageant son temps entre l'écriture de ses Mémoires et quelques visites officielles.

## Famille

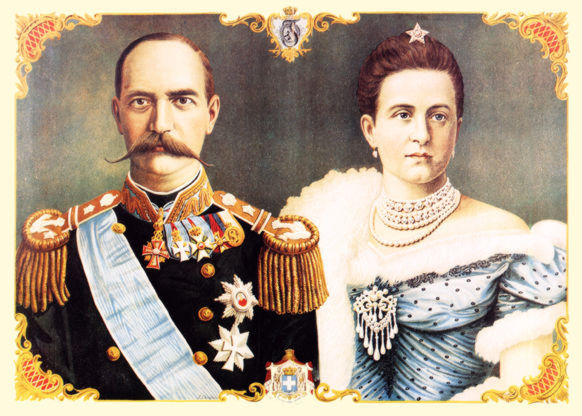
Le roi Georges Ier de Grèce et son épouse la reine Olga, née grande-duchesse de Russie.

Le prince Georges est le second fils du roi Georges Ier de Grèce (1845-1913) et de son épouse la grande-duchesse Olga Constantinovna de Russie (1851-1926).
Par son père, le prince est donc le petit-fils du roi Christian IX de Danemark (1818-1906), surnommé le « beau-père de l'Europe », et de la princesse Louise de Hesse-Cassel (1817-1898) tandis que, par sa mère, il descend du grand-duc Constantin Nikolaïevitch de Russie (1827-1892), vice-roi de Pologne, et de la princesse Alexandra de Saxe-Altenbourg (1830-1911).
Les 21 novembre et 12 décembre 1907, Georges de Grèce épouse civilement, à Paris, puis religieusement, à Athènes, la princesse Marie Bonaparte (1882-1962), fille de Roland Bonaparte (1858-1924), lui-même descendant du prince Lucien Bonaparte (1775-1840), et de son épouse la richissime roturière Marie-Félix Blanc (1859-1882).
De l'union de Georges et de Marie naissent deux enfants :
- Pierre de Grèce (1908-1980), prince de Grèce et de Danemark, qui épouse la divorcée d'origine russe Irène Aleksandrovna Ovtchinnikova (1904-1990). Il s'agit là d'une union inégale qui prive le prince de ses droits dynastiques ;
- Eugénie de Grèce (1910-1988), princesse de Grèce et de Danemark, qui épouse le prince Dominique Radziwill (1911-1976) avant de divorcer en 1946. Elle se remarie, en 1949, avec Raymond de Tour et Taxis (1907-1986), prince della Torre e Tasso et duc de Castel Duino, avant de divorcer une seconde fois en 1965.

## Biographie

### Premières années

#### Enfance et éducation

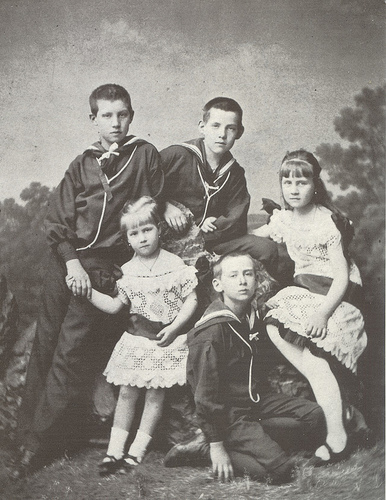
Les enfants du roi Georges Ier en 1880. De gauche à droite, apparaissent le diadoque Constantin, la princesse Marie, le prince Georges, le prince Nicolas et la princesse Alexandra.

Né au palais de Mon Repos, à Corfou, le prince Georges passe son enfance en Grèce, aux côtés de ses parents et de ses six frères et sœurs, entre le palais royal de la place Syntagma et celui de Tatoï, au nord d'Athènes, au pied du Mont Parnès. Ainsi qu'il a été prévu par la constitution, les enfants sont élevés dans la religion orthodoxe grecque, qui n'est pas celle de leur père, demeuré luthérien.
La famille royale apprécie l'archéologie et accompagne régulièrement le souverain sur les champs de fouilles qui s'ouvrent sur l'Acropole dans les années 1880. Après le repas dominical, il n'est par ailleurs pas rare que les membres de la famille royale se rendent à Phalère, pour y marcher au bord de l'eau. Le roi et sa famille prennent alors l'omnibus à cheval qui passe devant le palais, sur la place Syntagma, et dans lequel un compartiment leur est réservé. L'omnibus s'arrête, les trompettes du palais sonnent et la famille royale sort rapidement, afin de montrer ostensiblement son désir de ne pas faire attendre trop longtemps les autres passagers. Cette attitude rapproche la famille royale de la population et fait beaucoup pour entretenir une popularité parfois vacillante. Georges Ier a coutume de répéter à ses enfants : « N'oubliez jamais que vous êtes des étrangers parmi les Grecs, et faites en sorte qu'ils ne s'en souviennent jamais ».
La journée du jeune Georges et de ses frères et sœurs commence à six heures par un bain froid. Après un premier petit déjeuner, ils suivent des cours de sept à neuf heures trente puis prennent un second petit-déjeuner, avec leur père et les membres de la famille royale disponibles. Les leçons reprennent ensuite de dix heures à midi, moment où les enfants se rendent dans les jardins du palais pour suivre des exercices d'éducation physique et de gymnastique. Le déjeuner se fait en famille, puis les enfants reprennent les cours de quatorze à seize heures. À dix neuf heures trente, les enfants princiers vont se coucher. Georges suit ce rythme jusqu'à l'âge de quatorze ans : il est ensuite autorisé à dîner avec ses aînés avant d'aller se coucher à vingt-deux heures précises.
L'éducation de Georges et de ses frères est dirigée par trois tuteurs étrangers : un Prussien, un Français et un Anglais. La première langue que les enfants apprennent est l'anglais, qu'ils parlent entre eux ou avec leurs parents, mais leur père, Georges Ier, insiste pour qu'ils utilisent le grec en cours. Les princes continuent d'ailleurs à parler cette langue toute leur vie. Ils apprennent également le français, l'allemand et le danois. Georges ne brille pas lors des leçons. Ses tuteurs le jugent lent et stupide et ne cachent pas leur mécontentement face à son manque d'effort.

#### Formation navale et rencontre avec le prince Valdemar

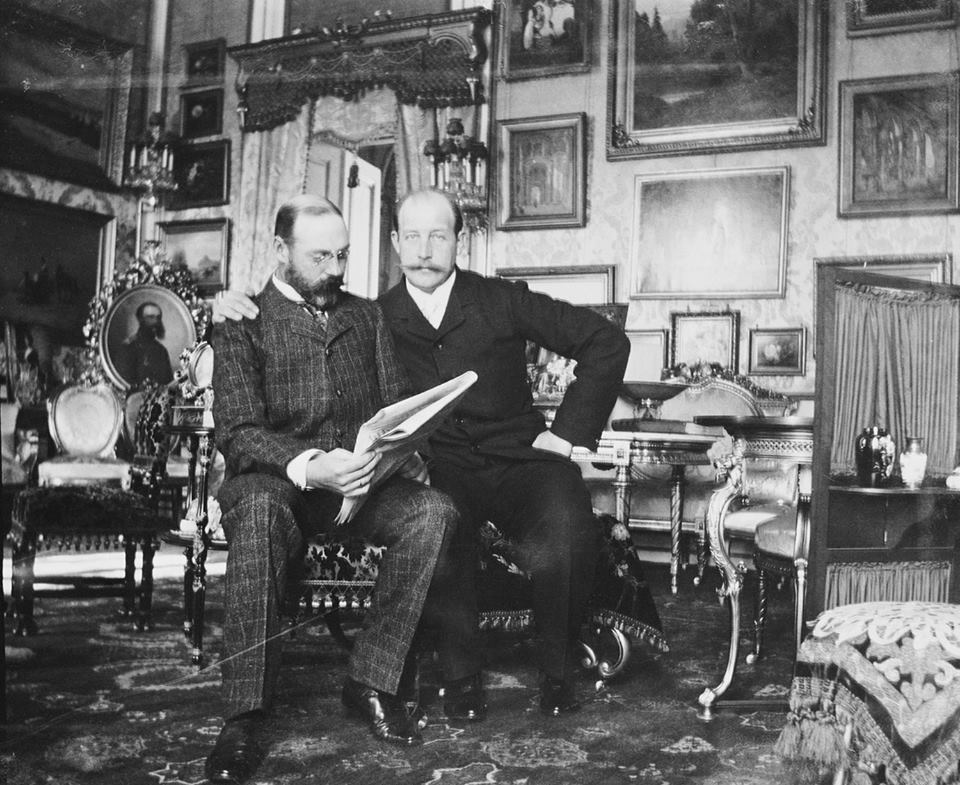
Les princes Georges et Valdemar, vers 1900.

En 1883, le prince est envoyé par son père au Danemark, afin d’y intégrer la marine royale. Tout juste âgé de quatorze ans, Georges se réjouit de cette décision car il y voit le moyen d'échapper aux contraintes du palais et de ses professeurs. À l'École navale de Copenhague, il devient d'ailleurs bientôt l'un des meilleurs élèves de sa classe.
Dans le royaume du nord, l’adolescent est placé sous la tutelle de son grand-père paternel, le roi Christian IX, et sous celle du plus jeune de ses oncles, le prince Valdemar. Âgé de vingt-cinq ans, ce dernier assume le rôle d'amiral de la flotte danoise et il a donc été naturellement choisi par le roi des Hellènes pour servir de guide à son fils. Cependant, la relation de Georges et de Valdemar dépasse rapidement l'affection classique qui unit un neveu à son oncle. Alors que le bateau de ses parents quitte le port de Copenhague, Georges est envahi par un vif sentiment d'abandon. Conscient du désarroi de son neveu, Valdemar lui prend alors la main. Pour l'adolescent, cette marque d'affection est une révélation. Il tombe très amoureux de son oncle et déclare, plus tard, à propos de cet épisode et de Valdemar : « De ce jour, de cet instant, je l’aimai, et je n’ai jamais eu d’autre ami que lui ».
De fait, la passion qui unit les deux hommes dure jusqu’à la mort du prince danois, le 14 janvier 1939, et, même après leurs mariages respectifs, Georges et Valdemar se retrouvent chaque année, durant plusieurs semaines, au Danemark ou à l’étranger. Camouflée derrière une très forte amitié, leur homosexualité ne semble pas avoir soulevé la désapprobation de leur famille et de très nombreuses photographies, prises à l’occasion de leurs retrouvailles annuelles ou des fêtes du gotha, montrent combien ils n’hésitaient jamais à s’afficher ensemble.
Le devoir d'un prince consistant, malgré tout, à fonder un foyer afin de donner le jour à une importante descendance, la famille de Georges cherche à lui trouver une épouse. En 1888, alors que se prépare l'union de son frère aîné, le diadoque Constantin, avec la princesse Sophie de Prusse, des négociations sont entamées pour un mariage, l'année suivante, entre Georges et la princesse Marguerite d'Orléans, fille du duc de Chartres. Marguerite étant également la sœur de la princesse Marie d'Orléans, ce mariage aurait fait de Georges le beau-frère de Valdemar. Cependant, le projet d'union est annulé et Georges reste encore célibataire pendant plusieurs années.

#### Le Scandale d'Ōtsu et ses conséquences
Après son séjour auprès de la flotte danoise, le prince Georges part poursuivre sa formation navale en Russie, où il est nommé lieutenant de vaisseau de la marine impériale. Peu de temps après, en 1891, son oncle, le tsar Alexandre III, lui demande d’accompagner le tsarévitch Nicolas, qui doit effectuer un long voyage en Asie. Les deux cousins, qui se connaissent depuis leur enfance, embarquent donc à bord du croiseur Mémoire d'Azov pour un voyage autour du monde qui les conduit successivement aux Indes, en Malaisie, à Java, au Siam, en Indochine, en Chine et au Japon,.

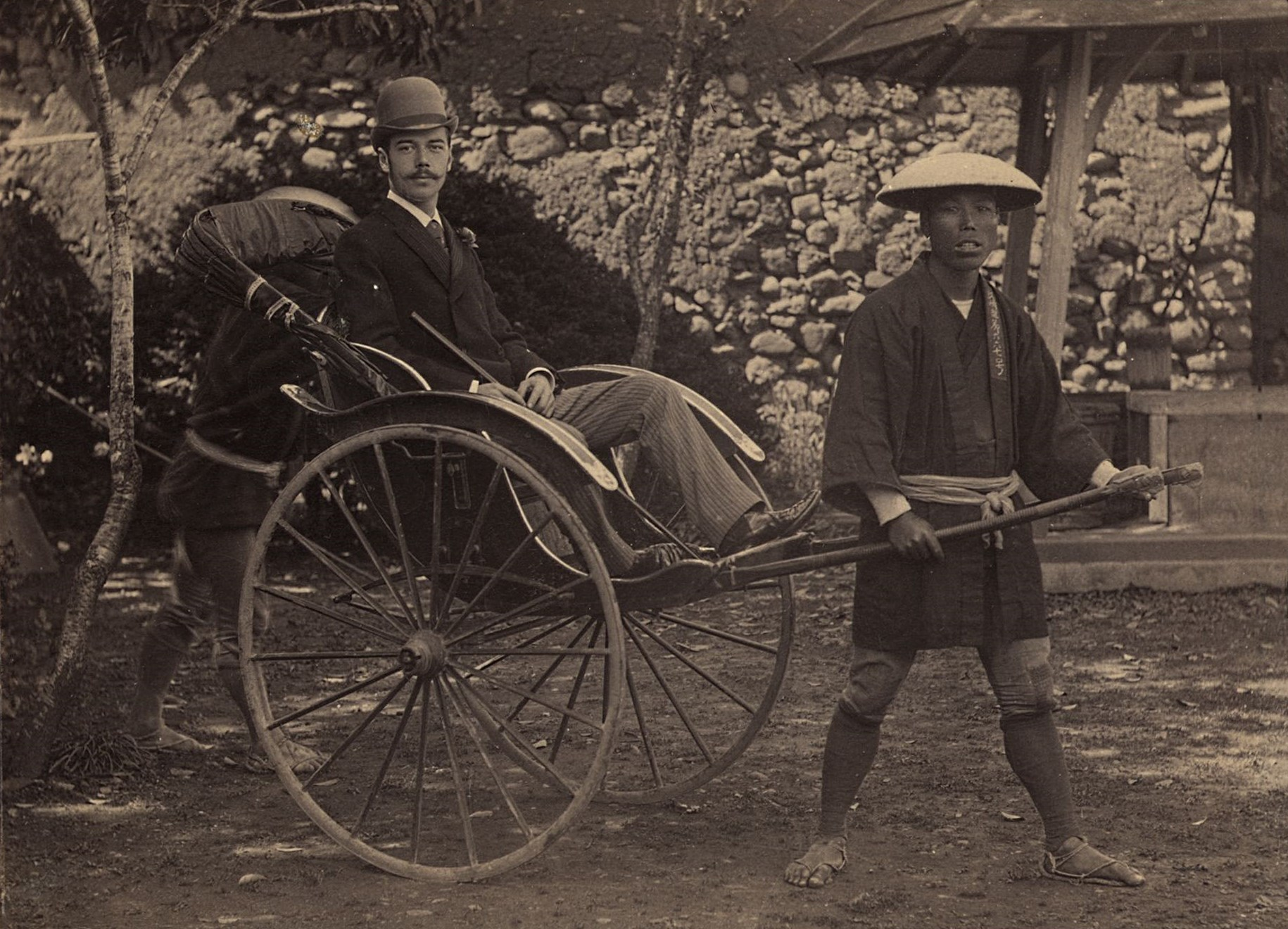
Le futur Nicolas II à Nagasaki.

Dans les premiers temps, l’expédition se passe sans aucune difficulté et la suite princière alterne visites protocolaires, chasses au tigre, à l'éléphant ou au crocodile et achats d’antiquités. Cependant, l’étape nippone donne lieu à un événement qui marque durablement la vie du prince Georges. Le 11 mai 1891, Tsuda Sanzō, un policier japonais chargé par le gouvernement de son pays d’escorter l’héritier du trône russe, tente d’assassiner ce dernier en le frappant par deux fois à la tête avec son sabre. Lors de cet attentat, connu sous le nom de « Scandale d'Ōtsu », Georges de Grèce parvient à assommer l’agresseur de sa canne et à sauver ainsi la vie du futur tsar Nicolas II,.
La conduite du prince hellène lors de l'agression lui vaut de recevoir presque immédiatement des remerciements personnels de l'empereur japonais Meiji Tenno, soucieux de préserver de bonnes relations entre son pays et la Russie. Le souverain et son épouse font alors cadeau à Georges d'un grand éléphant de porcelaine, en vieux Satsuma. Cependant, les informations qui parviennent en Europe à propos de l'attentat sont loin de présenter le prince comme le bienfaiteur de son cousin. De fait, les nouvelles qui arrivent à Saint-Pétersbourg font du Grec le principal responsable de la tentative d'assassinat. Selon celles-ci, le jeune homme aurait en effet entraîné son cousin dans des lieux dangereux. Il aurait également poussé le tsarévitch à profaner un temple et aurait ainsi provoqué la colère de la population. Georges est donc disgracié et doit quitter son cousin et la flotte russe, ce qui ternit durablement son image. Il quitte Yokohama à bord d'une canonnière russe et gagne ensuite les États-Unis puis le Royaume-Uni. Malgré tout, après son retour en Europe, le tsarévitch se montre reconnaissant vis-à-vis de son cousin et fait taire ses détracteurs.

#### Les premiers Jeux olympiques modernes

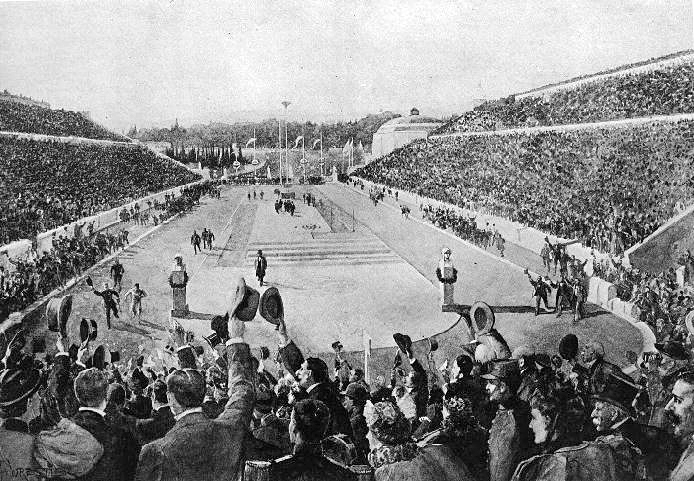
Spiridon Louis remporte l'épreuve de marathon aux côtés du diadoque Constantin et de ses frères.

En 1896, Georges et deux de ses frères, le diadoque Constantin et le prince Nicolas, s’impliquent dans l’organisation des premiers Jeux olympiques modernes. Fort de son expérience dans la marine, le prince Georges est nommé président du sous-comité pour les sports nautiques au sein du tout nouveau Comité olympique hellénique. Durant les épreuves, il est Président des Arbitres. Sa stature impressionnante, sa force (il se fait remarquer lors des épreuves d'haltérophilie en déplaçant d'une seule main des poids soulevés par les concurrents à deux mains) et son appartenance à la famille royale donnent plus de poids aux décisions des arbitres. Ces Jeux, une réussite pour la Grèce, redynamisent la fierté nationale hellène. Lors de la victoire du berger Spiridon Louis dans l'épreuve de marathon, Georges et son frère Constantin se précipitent des tribunes sur la piste afin de parcourir les derniers mètres aux côtés du coureur.
En tant que président des arbitres, Georges a par ailleurs à examiner la plainte du coureur hongrois arrivé quatrième, Gyula Kellner, contre le troisième, l'adolescent grec Spyridon Belokas, accusé d'avoir effectué une partie de l'épreuve à l'arrière d'une charrette. Le prince décide finalement de disqualifier Belokas.

### Haut-commissaire de la Crète autonome

#### L'insurrection crétoise
Toujours sous domination ottomane à la fin du XIXe siècle, la Crète se considère comme grecque et réclame sa réunion à la mère patrie (l'énosis) depuis la guerre d'indépendance de 1821-1830. De nombreuses révoltes ont lieu dans l'île tout au long du siècle (en 1841, 1858, 1866-1869, 1878, 1888-1889 et 1897-1898), et elles sont toutes soutenues par la Grèce. Or, plusieurs fois, comme en 1878, ce soutien entraîne l'intervention des grandes puissances européennes (Grande-Bretagne, France, Russie, Allemagne, Autriche-Hongrie et Italie), soucieuses de maintenir l'intégrité de l'Empire ottoman.

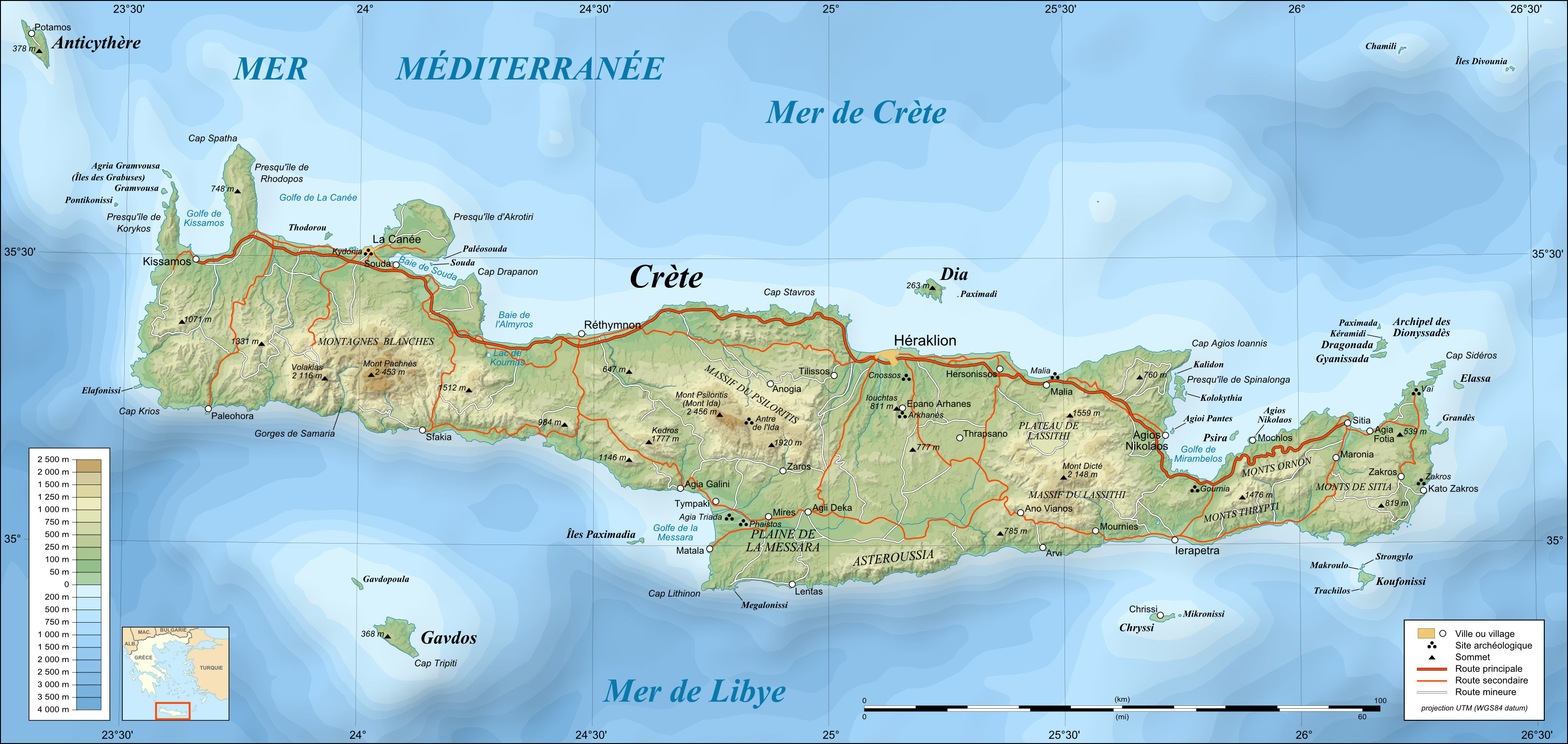
Carte topographique de la Crète.

En 1896, une nouvelle révolte éclate. Très rapidement, l'Occident intervient diplomatiquement afin d'éviter que se produisent dans l'île des massacres comme ceux perpétrés l'année précédente par les Ottomans contre les Arméniens. Athènes tente alors de profiter de la situation. En février 1897, une flotte grecque, dirigée par le prince Georges, est envoyée dans la baie de Souda par le gouvernement du Premier ministre Theódoros Deligiánnis. En réponse, les puissances européennes instaurent un blocus maritime du pays.
Cependant, en Crète, s'effectue un débarquement de 2 000 volontaires grecs. Le prince Georges, officier de marine, commande une flottille de six torpilleurs qui patrouille dans les eaux du nord de la Crète pour empêcher toute intervention navale ottomane. Dès la fin mars, les grandes puissances qui se sont interposées en Crète, songent au prince Georges comme gouverneur de l'île. On considère que c'est la France qui l'a proposé la première comme Haut-commissaire ; la Russie a quant à elle suggéré de lui conférer le titre de « prince de Candie » plutôt que celui de simple gouverneur.
En avril, la Grèce, toujours désireuse d’annexer les provinces hellènes encore sous domination turque, déclare la guerre à l’Empire ottoman : c’est la Guerre de Trente jours. Cependant, Athènes est très mal préparée et la Sublime Porte parvient facilement à écraser son adversaire. Les grandes puissances européennes, d’abord opposées à la Grèce, empêchent cependant les Turcs d’imposer des conditions trop dures au royaume hellène. Surtout, elles décident de donner à la Crète son autonomie tout en la laissant sous suzeraineté ottomane. Pour cela, les chancelleries ont besoin d’un gouverneur bénéficiant du soutien de la population crétoise.

#### La nomination

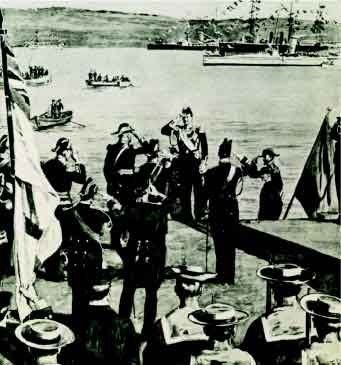
Arrivée du prince Georges à Souda, le 21 décembre 1898.

En novembre 1898, les puissances demandent finalement à Georges d’assurer la position de haut-commissaire dans l’île, après le refus du prince Bojédar de Monténégro, à qui on a aussi posé la question afin de ne pas sembler directement proposer un Grec,. Les négociations et tractations internationales entre les grandes puissances, la Grèce et l'Empire ottoman durent jusqu'au 8 décembre 1898 (26 novembre du calendrier julien). Afin de lui permettre d'être sur un pied d'égalité avec les quatre amiraux français, italien, russe et britannique chargés du blocus de l'île, le roi Georges Ier confère à son fils le grade d'amiral le 18 décembre. Avant de s'embarquer sur le yacht de la famille royale à destination de la Crète, le prince exige que la croix figure sur le nouveau drapeau crétois à côté de l'étoile du sultan ottoman. Le 20 décembre, à Milos, il passe du yacht royal L'Amphitrite au croiseur français Bugeaud et est escorté par les navires des flottes occidentales jusqu'à Souda. Le prince débarque à Souda le 21 décembre (9 décembre du calendrier julien) 1898 et l'île lui est confiée pour trois ans. Il est accueilli par les amiraux des quatre grandes puissances, ainsi que par une foule enthousiaste sur le chemin entre Souda et La Canée. Dans ce qui est alors la capitale de l'île, il assiste à une messe donnée en son honneur et en celui de la libération de la Crète. Georges est introduit à la tête du gouvernement insulaire par l'amiral français Édouard Pottier, jusque-là gouverneur de l'île, qui lui remet le commandement suprême. Après avoir été longtemps considéré comme l'idiot de la famille, cette responsabilité est un triomphe personnel pour le prince Georges.
Dans le mémoire adressé au prince Georges le 8 décembre 1898, les grandes puissances lui demandent d'exercer le mandat de haut-commissaire en Crète et d'y établir une administration régulière. Il doit reconnaître la suzeraineté ottomane et laisser flotter le drapeau turc sur les forteresses de l'île. Il doit organiser une assemblée nationale crétoise où tous les habitants, quelle que soit leur religion, sont représentés. Il doit aussi organiser un gouvernement autonome et une administration, ainsi qu'une gendarmerie. Il doit enfin reconnaître la dette ottomane concernant la Crète. Ainsi, dans un discours de Georges au peuple crétois, il affirme d'emblée vouloir gouverner en toute impartialité. Il appelle également la population à vivre en harmonie et à respecter les différentes races et religions. Afin de permettre à Georges d'exercer les premières obligations de sa charge et de lui assurer une rémunération, les puissances s'engagent à verser à la Crète chacune un million de francs-or.

#### Le gouvernement de Georges

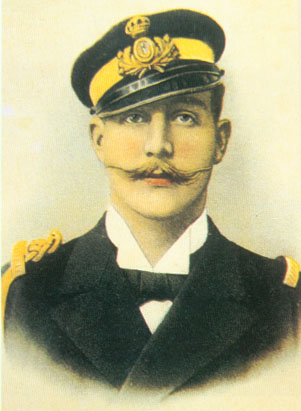
Le prince Georges en uniforme d'officier de marine.

Rapidement, les puissances occidentales tentent cependant de revenir sur la liberté d'action qu'elles ont laissée au prince. L'Italie suggère la nomination de Numa Droz, un temps pressenti comme haut-commissaire lors des tractations, pour l'assister. La diplomatie grecque réussit à faire échouer ce projet mais on tente ensuite d'adjoindre au prince un conseiller financier. Pour les grandes puissances, c'est un nouvel échec mais celles-ci créent finalement, à Rome, un comité dirigé par l'amiral Canevaro, qui a gouverné l'île lors du blocus occidental. Malgré tout, Georges réussit à conserver sa liberté de gouvernement.
Les premières années de gouvernement de Georges semblent être heureuses pour la Crète du point de vue de l'ordre public et des projets civils et organisationnels, avec la création d'une monnaie (la drachme crétoise), de la Banque de Crète, d'une gendarmerie et un effort particulier porté sur l'éducation et la santé.
En septembre 1899, le prince est très clair quant à l'objectif poursuivi par sa politique : « Je suis ici le lieutenant de mon père. J'administre l'île pour son compte et du reste, d'ici peu, nous aurons l'annexion. » Au mois d'août 1900, il fait remplacer, aux alentours de sa résidence, le drapeau crétois par le drapeau grec. Au début de 1901, lorsque se pose la question du renouvellement de son mandat, il décide d'y lier la question de l'énosis. Pendant les premiers temps de son mandat, Georges pense que l'aboutissement de ce projet ne peut se faire qu'après des pétitions et des protestations répétées auprès de la communauté internationale. Il lui faut cependant peu de temps pour comprendre à quel point cette idée est irréaliste. Ainsi, lors d'une tournée des cours européennes à l'été 1900, il se rend compte à quel point les grandes puissances ne sont pas enthousiastes à l'idée de ranimer la question crétoise et combien elles préfèrent le maintien d'un statu quo et refusent le rattachement de la Crète à la Grèce.
La charge confiée à Georges est donc loin d’être de tout repos. Les Crétois se montrent peu satisfaits de la solution intermédiaire que leur imposent les étrangers et des émeutes continuent à se produire dans l’île. Dans le même temps, les grandes puissances se comportent plus en conquérantes qu’en libératrices : elles occupent chacune une partie du territoire et se montrent incapables de s’entendre,. Le prince a en outre parfois le sentiment de n’être pas soutenu par le gouvernement grec, trop échaudé par la guerre qu’il vient de perdre pour s’investir dans les affaires crétoises. À un enthousiasme général succède une déception, aggravée par la mainmise des conseillers athéniens de Georges sur les meilleurs postes et charges administratives.
En 1901, le bail de Georges à la tête de l'île est finalement renouvelé pour dix ans. Pour faire face à l’instabilité qui règne dans l’île, le prince choisit de gouverner sans trop s’occuper de l'assemblée nationale du territoire. Or, en agissant ainsi, il s’attire les foudres d’Elefthérios Venizélos, ministre de la Justice du gouvernement crétois. Les deux hommes entrent bientôt dans un conflit ouvert qui déstabilise davantage l’île. Au moment du renouvellement du mandat, Venizélos suggère même que ce soit les Crétois eux-mêmes qui élisent leur haut-commissaire et Georges le destitue de son poste de ministre. S'il semble que la majorité des Crétois considèrent Georges comme quelqu'un d'affable et d'impartial, la minorité dirigée par Venizélos le trouve arbitraire. Or, c'est l'avis de ce dernier qui résonne à l'étranger. À cette époque, Venizélos se présente en effet auprès des représentants diplomatiques occidentaux comme un partisan de l'autonomie, défendue par les grandes puissances, contrairement à Georges qui désire la réunion avec la Grèce.

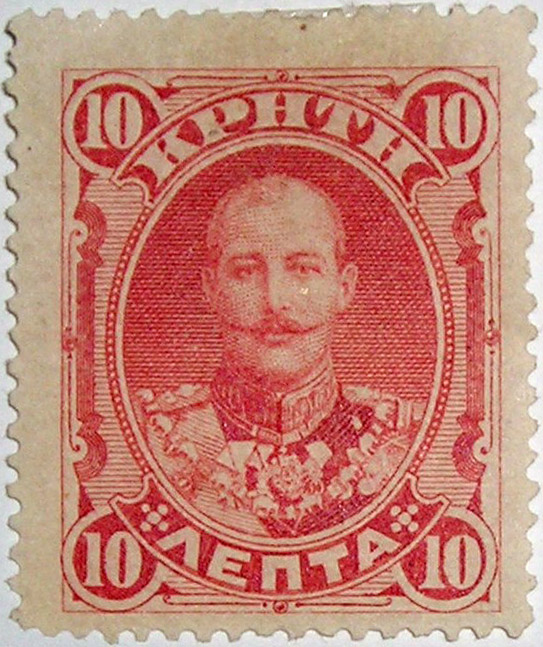
Timbre-poste à l'effigie de Georges émis lors de l'autonomie crétoise.

Aux élections du printemps 1901 pour l'assemblée nationale crétoise, les partisans de Venizélos obtiennent 30 des 54 sièges de députés tandis que les soutiens du haut-commissaire n'en obtiennent que 10. Un renversement de situation se produit alors. Les députés, patriotes, votent l’énosis avec la Grèce. Le prince Georges temporise et demande que la décision soit d'abord présentée pour approbation aux puissances occidentales. Cependant, celles-ci lient alors le renouvellement de son mandat à son refus de la réunion. Sur les conseils de son père, Georges accepte de poursuivre son mandat, refuse l'énosis et perd donc la confiance des Crétois.
Le comité de Rome cesse de se réunir, ce qui redonne un peu de prestige au prince. Aux élections de 1903, il retrouve une majorité à l'assemblée nationale crétoise. Il recommence dès lors sa politique de rapprochement avec la Grèce et redevient « le lieutenant de son père ». Il reçoit son frère, le diadoque Constantin, comme s'il venait visiter une province du royaume qu'il allait gouverner. Partout dans l'île, Georges fait remplacer, à cette occasion, le drapeau crétois par le drapeau grec. L'énosis semble à nouveau proche. Fin avril 1903, les puissances occidentales envoient alors une note au haut-commissaire le mettant en garde contre toute tentative dans cette direction. Il réussit pourtant à faire voter à l'assemblée le vœu de la réunion et non la réunion.
En juillet 1904, le roi des Hellènes demande à son fils Georges, amiral de Grèce, de venir présider une commission concernant le matériel naval de son pays. Ce prétexte permet aux deux hommes d'évoquer la situation crétoise et le prince demande à son père de lui fournir des soldats grecs. À l'automne, le prince entame à nouveau une tournée des capitales européennes pour obtenir leur autorisation pour réaliser l'énosis. Cette fois, il ne rencontre aucune opposition : Édouard VII, le nouveau souverain britannique, est très proche de son beau-frère Georges Ier ; l'Autriche-Hongrie comprend que ce qui est demandé à propos de la Crète est équivalent à sa politique en Bosnie ; etc. Néanmoins, les chancelleries européennes se contentent de se proposer d'ouvrir des négociations concernant la situation de l'île. À son retour en Crète, Georges explique sans grand enthousiasme cette situation dans une proclamation à la population. En avril 1905, l'Europe accepte de commencer à retirer ses troupes, premier pas vers une énosis potentielle, mais l'insurrection vénizéliste a déjà commencé dans l'île.

#### L'échec final

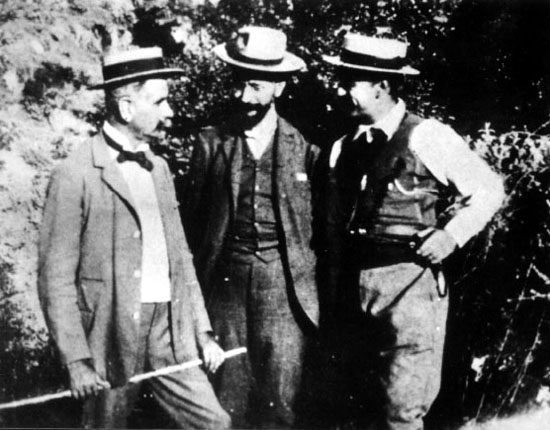
Venizélos, entouré de deux de ses proches, à Thérissos, en 1905.

En mars 1905, Venizélos convoque une assemblée révolutionnaire illégale à Thérissos, dans les collines près de La Canée, alors capitale de la Crète. En avril, l'agitation annexionniste s'accentue dans l'île. La nouvelle assemblée nationale crétoise, tout juste élue, cède à la pression et vote la réunion avec la Grèce. Tous les fonctionnaires, même les gendarmes ou les plus proches conseillers du prince, cessent d'exercer leurs fonctions au nom de la Crète autonome et attendent de reprendre leur service au nom du roi des Hellènes. Georges lui-même est prêt à rejoindre le parti annexionniste, mais il reste tenu par son engagement auprès des puissances occidentales. L'agitation vénizéliste est par ailleurs aussi dirigée contre lui et il doit donc se prononcer contre une énosis pour laquelle il œuvre pourtant depuis qu'il est haut-commissaire. Dès le début de l'agitation, en mars, il demande donc aux troupes des grandes puissances d'exercer elles aussi leur mandat de maintien de l'ordre.
Georges déclare la loi martiale, mais la présence de deux gouvernements parallèles dans l'île amène à un semblant de guerre civile et des affrontements font quelques victimes dans la région de La Canée. Début juin, des troupes russes débarquent et prennent quelques villages tandis que la flotte russe en bombarde d'autres. Les Britanniques, malgré leur soutien au régime en place, ne prennent que des mesures de faux-semblant. Quant aux Français et aux Italiens, ils évitent de s'engager dans toute activité anti-révolutionnaire. Une commission internationale se rend sur l'île et préconise la refonte de la gendarmerie crétoise afin qu'elle soit dirigée par des officiers grecs, et le retrait des forces internationales présentes sur l'île depuis 1897.
Fin juillet 1905, Georges songe à démissionner de ses fonctions de haut-commissaire mais il en est dissuadé par son père à qui il s'en est ouvert et par le gouvernement grec de Dimitrios Rallis. L’année suivante, les élections à l’assemblée officielle montrent la profonde division de la population crétoise : 38 127 personnes soutiennent le prince tandis que 33 279 autres offrent leurs voix aux partisans de Venizélos. Une révolte ouverte se déclare, pendant laquelle la gendarmerie insulaire reste fidèle au prince Georges tout en tentant d'effectuer son travail le plus objectivement possible.
Finalement, en 1906, la diplomatie britannique organise des négociations entre les deux camps. Les puissances essaient de modifier le statut de la Crète en proposant une sorte d'hellénisation progressive tout en maintenant les symboles de la souveraineté ottomane. Ce projet est présenté le 23 juillet au prince Georges qui préfère démissionner de ses fonctions de haut-commissaire le 12 septembre 1906. Les vénizélistes acceptent quant à eux le projet occidental,. Une concession supplémentaire est faite aux partisans de l'énosis : le roi Georges obtient le droit de nommer le successeur de son fils au poste de haut-commissaire. La Crète entre alors dans une sorte d'union personnelle avec la Grèce. L'ancien Premier ministre grec Alexandros Zaimis est désigné pour succéder au prince. Le 25 septembre Georges quitte définitivement l'île. Il la fuit quasiment, au point qu'on dit qu'il se cache. En effet, des manifestations d'hostilités à son égard ont lieu. Le personnel du palais et le gouvernement crétois eux-mêmes y sont mêlés. Alors qu'on annonce que Georges va s'embarquer à Souda, il part secrètement, sur suggestion des consuls des puissances, depuis Halepa. Il est reçu officiellement à Athènes le 26 septembre et l'ambassadeur britannique le remercie, au nom de ses collègues, du travail accompli en Crète,.
Deux ans plus tard, malgré tous les efforts des grandes puissances, l’assemblée crétoise proclame à nouveau unilatéralement son rattachement à la Grèce. Cependant, ce n'est qu'en 1913 que l'île passe définitivement sous administration hellène.

### Un mariage à trois

#### Un mariage arrangé

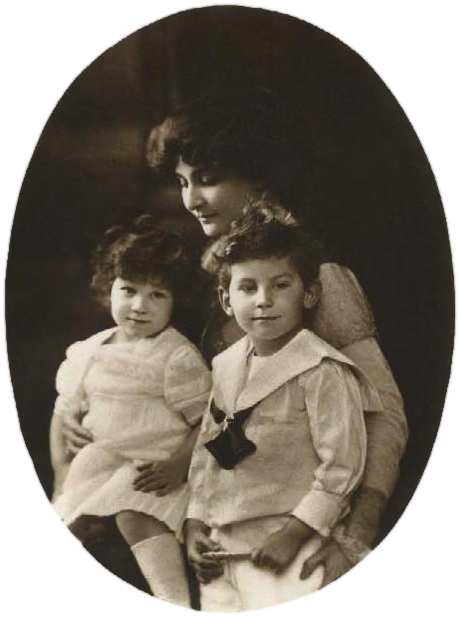
Marie Bonaparte et ses enfants Pierre et Eugénie de Grèce. Carte postale souvenir de 1912.

Après 1906, le prince Georges n'occupe plus aucune fonction officielle importante. Rendu amer par son échec en Crète, il se retire au Danemark et en France, mais passe cependant une partie de chaque année en Grèce.
Le 19 juillet 1907, Georges fait la connaissance, à Paris, de la princesse Marie Bonaparte, issue d’une famille discréditée mais fort riche. La rencontre, organisée par les pères respectifs des deux jeunes gens, est suivie par plusieurs autres et des fiançailles sont finalement annoncées le 29 août suivant. Peu de temps après, Georges et Marie signent un contrat qui établit un régime de séparation de biens absolu entre eux. Le prince refuse par ailleurs toute dotation de son futur beau-père. Sincèrement touché par cette marque de désintéressement, Roland Bonaparte octroie à sa fille l'usufruit de l'héritage de sa mère, qui atteint 250 000 francs de rentes. En septembre, Marie commande un énorme trousseau, dû à la maison Drecoll, qui est exposé à l'Hôtel des modes, rue de la Ville-l'Évêque dans le 8e arrondissement de Paris. Les rubis, pierres chères au prince, y dominent.
Le mariage civil a lieu à la mairie du 16e arrondissement de Paris, le 21 novembre 1907. Les témoins de Georges sont son frère Nicolas et le ministre grec Delyannis ; ceux de Marie sont ses deux tantes, les princesses Jeanne Bonaparte et Louise Radziwill (mère de Léon Radziwill). Afin de ne pas avoir à affronter ses ennemis les hommes politiques grecs, Georges aurait préféré que la cérémonie religieuse se produise également en France mais sa famille ne l'entend pas de cette oreille et le mariage orthodoxe est célébré à Athènes le 12 décembre 1907. Il donne lieu à une imposante cérémonie, qui réunit une bonne partie du gotha européen et, notamment, le prince Valdemar de Danemark, qui fait office de koumbaros, autrement dit de « parrain » du mariage.
L'union de Georges et Marie permet un rapprochement diplomatique entre la France et la Grèce, et est accompagnée d'une importante vague de francophilie dans la capitale hellénique. Une rumeur, héritée de la duchesse d'Abrantès, veut en effet que les Bonaparte soient issus de la communauté grecque de Cargèse, ce qui n'est pas pour déplaire aux patriotes.

#### Une union bancale

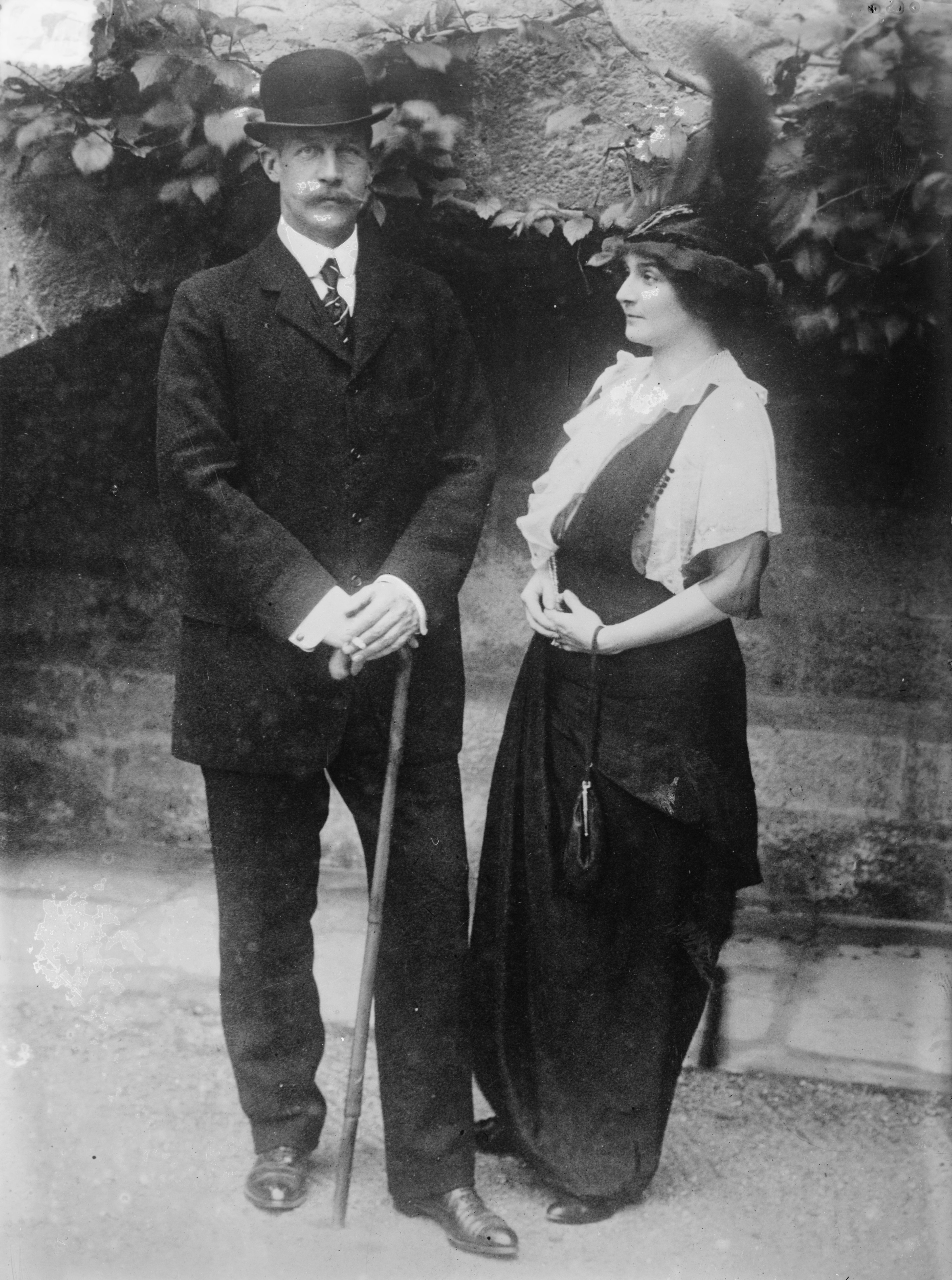
Le prince George et son épouse Marie, vers 1910-1915.

Malgré la liesse populaire, la joie du jeune couple fait long feu. L'homosexualité de Georges l'empêche en effet d'apporter à son épouse la tendresse dont elle a besoin et Marie, qui a déjà beaucoup souffert de carence affective durant son enfance, vit très mal la froideur du prince. Dans ces conditions, leur nuit de noces se passe mal. Il faut ainsi toute la persuasion du prince Valdemar, qui a accompagné le jeune couple dans sa lune de miel, pour que Georges réussisse à accomplir son devoir conjugal. Surtout, le prince se montre maladroit et brutal avec sa femme, à qui il déclare, quand il la prend : « Je hais cela autant que toi. Mais il faut bien, si l'on veut des enfants... ». En dépit de cet échec et des nombreux adultères réciproques qui le suivront, naît, au sein de ce couple improbable, une profonde amitié qui dure jusqu'à la mort de Georges, en 1957,.
Jusqu’en 1912, le jeune ménage partage son temps entre Athènes, Paris et Gentofte, où Valdemar de Danemark possède un château. Chaque été, Georges et Marie retrouvent ainsi, dans le royaume du nord, leur nombreuse parentelle européenne : le roi Frédéric VIII de Danemark, la tsarine Maria Feodorovna de Russie, la reine Alexandra du Royaume-Uni et bien d'autres encore. C’est l’époque où les enfants de Georges et de Marie, Pierre et Eugénie, voient le jour et où les deux époux connaissent les joies simples d'être parents. Mais c’est également une longue période d’oisiveté pendant laquelle Georges n’a guère de rôle officiel à assumer, hormis l’organisation d’épreuves de gymnastiques en 1909 et la représentation de son père au couronnement du roi George V du Royaume-Uni, en 1911.

### D'une guerre à l'autre

#### Les Guerres balkaniques

L'expansion territoriale de la Grèce entre 1832 et 1947.

Le 15 août 1909, un groupe d’officiers grecs réunis dans la « Ligue militaire » organise un coup d’État contre le gouvernement de Georges Ier. Bien que se déclarant monarchistes, les putschistes demandent, entre autres, au souverain de démettre ses fils de l’armée. Dans le pays, la situation est si tendue que les princes sont obligés de démissionner de leurs postes militaires afin d’épargner à leur père la honte de devoir les renvoyer. Déjà en disponibilité depuis 1906, Georges renonce donc à son poste dans la marine hellénique,.
Quelques mois après, le 8 avril 1910, les élections législatives amènent, à la tête du cabinet hellène, Elefthérios Venizélos, que Georges considère toujours comme son pire ennemi. Très préoccupé par la situation de son pays, le prince se montre également froissé par l'ingratitude de son père, qui n'a jamais reconnu son dévouement en Crète. Le prince s’enferme alors dans une longue période de ressentiment, aggravée par la déception occasionnée par la naissance de sa fille Eugénie, le 10 février.
La question d'Orient oblige toutefois le prince à se rapprocher de son père. En 1911, l'Italie déclare la guerre à l'Empire ottoman et occupe la Tripolitaine puis les îles du Dodécanèse. Rapidement, des alliances se nouent entre les nations balkaniques contre les Turcs. Dans ce contexte, Georges et sa famille retournent à Athènes le 10 octobre 1912 et le prince intègre le service d'État-major du ministère de la Marine. Peu de temps après, sa femme et lui font don à la Grèce de plusieurs ambulances,.
Le 16 octobre 1912, éclate la Première Guerre balkanique qui oppose la Bulgarie, la Serbie, le Monténégro et la Grèce à l’Empire ottoman. Après quelques mois de combats, durant lesquels Georges est nommé aide de camp général de son père, les Turcs sont vaincus et la Grèce annexe une bonne partie de la Macédoine et de l'Épire. Peu de temps après, un événement vient pourtant assombrir les réjouissances qui ont marqué la fin du conflit. Le 18 mars 1913, le roi Georges Ier est assassiné alors qu’il se promène dans les rues de Thessalonique, ville tout juste rattachée à la Grèce,. Il s'agit là de la première d’une série de morts violentes qui vont frapper la famille royale tout au long du règne de Constantin Ier.
Peu après les funérailles du vieux souverain, le prince Georges et sa famille retournent vivre à Paris. Cependant, le déclenchement de la Deuxième Guerre balkanique en juin-juillet 1913 rappelle Georges en Grèce. Causé par les exigences excessives de la Bulgarie au moment du partage des territoires abandonnés par la Sublime Porte, ce conflit est une nouvelle victoire pour le royaume hellène qui en sort considérablement agrandi.

#### La Première Guerre mondiale et le Schisme national

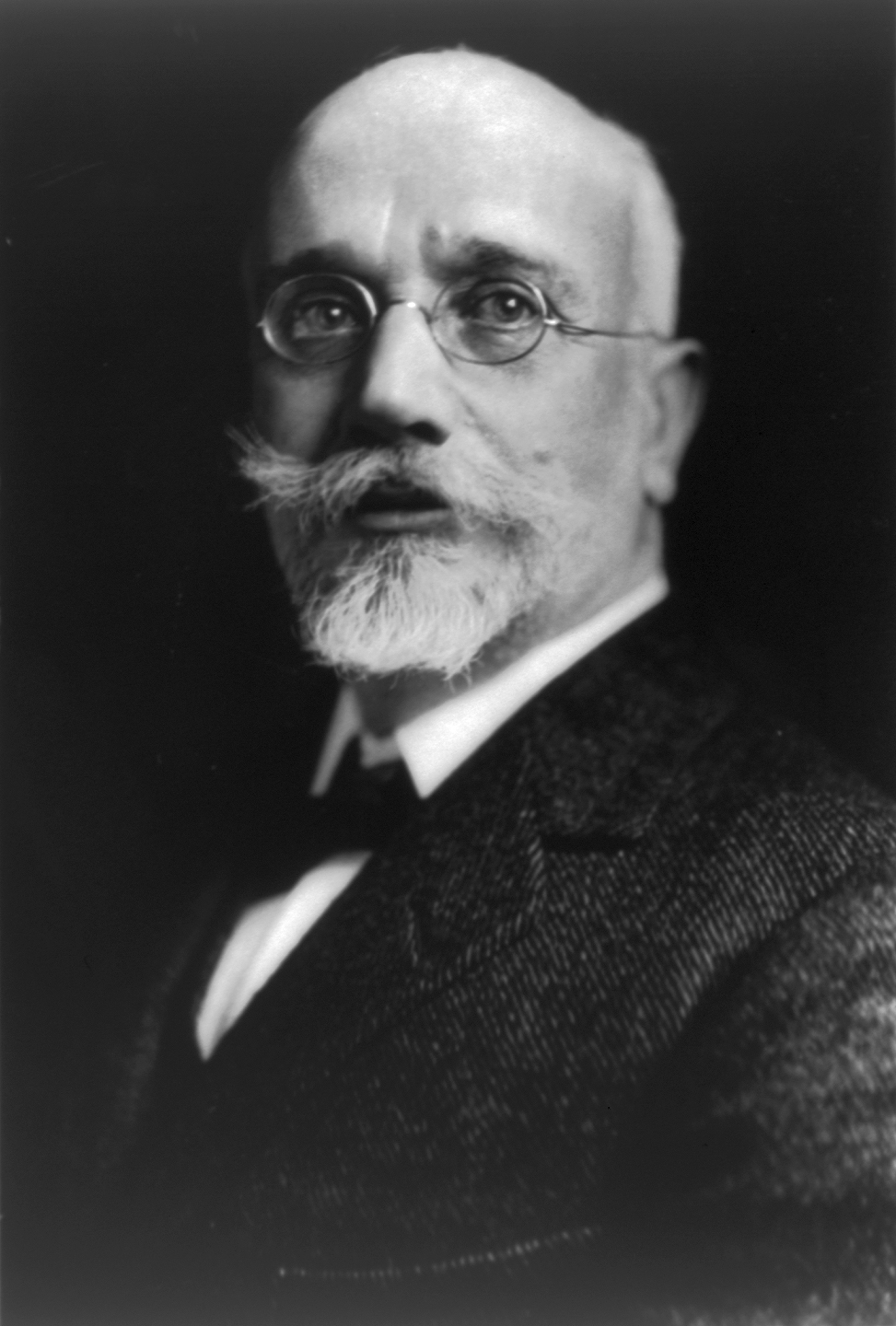
Eleftherios Venizelos, l'ennemi juré du prince Georges.

Lorsque éclate la Première Guerre mondiale, en 1914, le royaume hellène opte d'abord pour la neutralité. Établis à Paris, Georges et son épouse soutiennent toutefois, de leur cassette, divers hôpitaux et institutions caritatives françaises. Georges joue par ailleurs le rôle d'ambassadeur non officiel de son pays et cherche à profiter de l'amitié (ou plutôt de la liaison) qui unit son épouse à Aristide Briand pour jouer les médiateurs entre la Grèce et les gouvernements de la Triple-Entente,. Ainsi, en mars 1915, le roi Constantin Ier charge son frère de transmettre les conditions de la Grèce pour mettre à la disposition de la France et de la Grande-Bretagne l'intégralité de ses forces (navales et terrestres) : l'annexion du Dodécanèse et d'une partie de l'Asie mineure, la création d'un État neutre à Constantinople et sur les Détroits (Dardanelles et Bosphore) et le privilège, pour toutes les communautés grecques sous domination étrangère, d'effectuer leur scolarité dans la langue hellène et sous l'influence du clergé orthodoxe. Le prince est reçu deux fois par le président Poincaré mais les exigences grecques ne sont pas acceptées : l'Entente espère en effet convaincre la Bulgarie d'entrer en guerre à ses côtés et les intérêts de cette dernière ne sont pas compatibles avec ceux de la Grèce.
La situation évolue donc peu à Athènes, où Constantin Ier, beau-frère du Kaiser Guillaume, mène une politique de plus en plus germanophile, alors que Georges et son frère André poussent encore, à l'été 1916, pour une entrée en guerre aux côtés de l'Entente. Le 30 août 1916, la rupture est finalement consommée entre le souverain et l'Entente : l'ex-Premier ministre Elefthérios Venizélos, fervent partisan des Alliés, crée en effet un « Gouvernement de défense nationale » à Thessalonique. C'est le début du « Schisme national » qui coupe la Grèce en trois : au sud, la zone ayant pour capitale Athènes garde son soutien au gouvernement royal ; au nord, la Thessalie et l'Épire abritent le gouvernement provisoire qui a pour capitale Thessalonique ; entre les deux, une zone neutre est contrôlée par les forces de l'Entente afin d'éviter la guerre civile. Finalement, sous la menace d'un débarquement des Alliés au Pirée, Constantin Ier part en exil en Suisse le 12 juin 1917, sans officiellement abdiquer.

#### Roi des Hellènes?

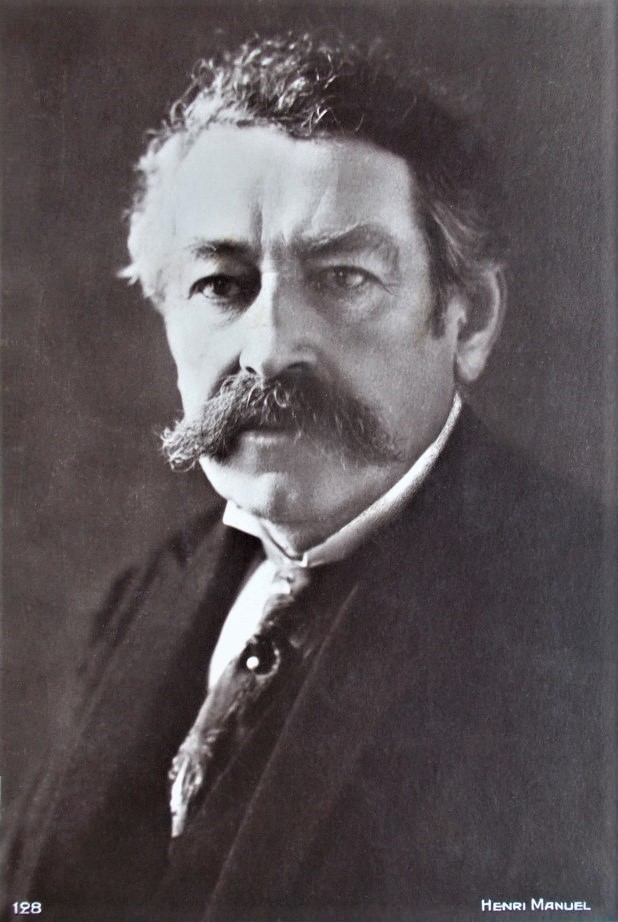
Aristide Briand, l'homme qui voulait faire de Georges un roi de Grèce.

Après cet événement, les chancelleries de l'Entente envisagent un temps de nommer Georges et Marie à la tête du royaume de Grèce. Aristide Briand est ainsi suspecté par les journaux de négocier avec Elefthérios Venizélos pour conférer à Georges la couronne hellénique. Cependant, le ressentiment du prince vis-à-vis de son vieil adversaire est trop fort depuis son passage aux affaires crétoises. Surtout, Georges est un homme de principes, loyal et fondamentalement incapable de trahir son frère aîné,. C’est donc finalement le second fils de Constantin, le prince Alexandre, qui est choisi pour remplacer son père et son frère aîné sur le trône, le 12 juin 1917.
Profondément choqué par la politique du gouvernement français, et d'Aristide Briand qui le représente à ses yeux, Georges menace de quitter définitivement la France avec sa famille. Après la déposition de son frère et de sa belle-sœur, il s'empresse de les retrouver dans leur exil suisse. Il retrouve alors une bonne partie des Oldenbourgs, qui vivent désormais dans la précarité financière, mais bénéficient au moins d'une certaine sécurité. Rassuré sur la situation de sa parentèle, Georges se rend ensuite au Danemark où l'attend, comme chaque été, son amant le prince Valdemar,.

#### De la fin de la Grande guerre à la chute de la monarchie grecque
La Grèce passe les derniers mois de la Grande guerre dans le camp de l’Entente et les traités de Neuilly (1919) et de Sèvres (1920) confèrent au pays d’importantes compensations territoriales pour son aide militaire. Athènes acquiert ainsi la majeure partie de la Thrace (auparavant sous domination bulgare et ottomane), plusieurs îles Égéennes (dont Imbros et Ténédos) et même la région de Smyrne, en Asie mineure,.
Pourtant, la fin du conflit n’amène pas que des bonnes nouvelles dans la vie de Georges, qui traverse, à cette époque, des épreuves difficiles. De fait, en Russie, la révolution a renversé la monarchie en 1917 et de nombreux Romanov, parmi lesquels les grands-ducs Paul Alexandrovitch et Georges Mikhaïlovitch, tous deux beaux-frères de Georges, ont été assassinés à la suite du tsar Nicolas II et de sa famille. En Grèce même, le jeune Alexandre Ier est cantonné au rôle de souverain fantoche par Elefthérios Venizélos, qui lui interdit tout contact avec les Oldenbourgs. Dans le pays, les choses se compliquent encore avec le déclenchement de la Guerre gréco-turque en 1919 et la disparition inattendue d’Alexandre Ier, victime d’une septicémie, l’année suivante. Dans un premier temps, la monarchie sort renforcée de la crise et Constantin Ier est rappelé au pouvoir. Cependant, la défaite militaire face à l’armée de Mustapha Kemal aboutit finalement à une grave crise sociale, économique et politique qui balaie le trône hellénique fin 1923.
Désormais sans ressources, plusieurs membres de l’ancienne famille royale de Grèce trouvent refuge auprès de Georges et de Marie, dans la région parisienne. C’est particulièrement le cas du prince et de la princesse André qui sont logés à Saint-Cloud avec leurs enfants (dont le futur duc d’Édimbourg) durant plusieurs années. Mais c’est également le cas de la famille du prince Nicolas, qui finit par s’installer à Paris après avoir passé quelque temps en Suisse,.

### Un prince dans l'ombre de son épouse

#### Marie Bonaparte découvre la psychanalyse

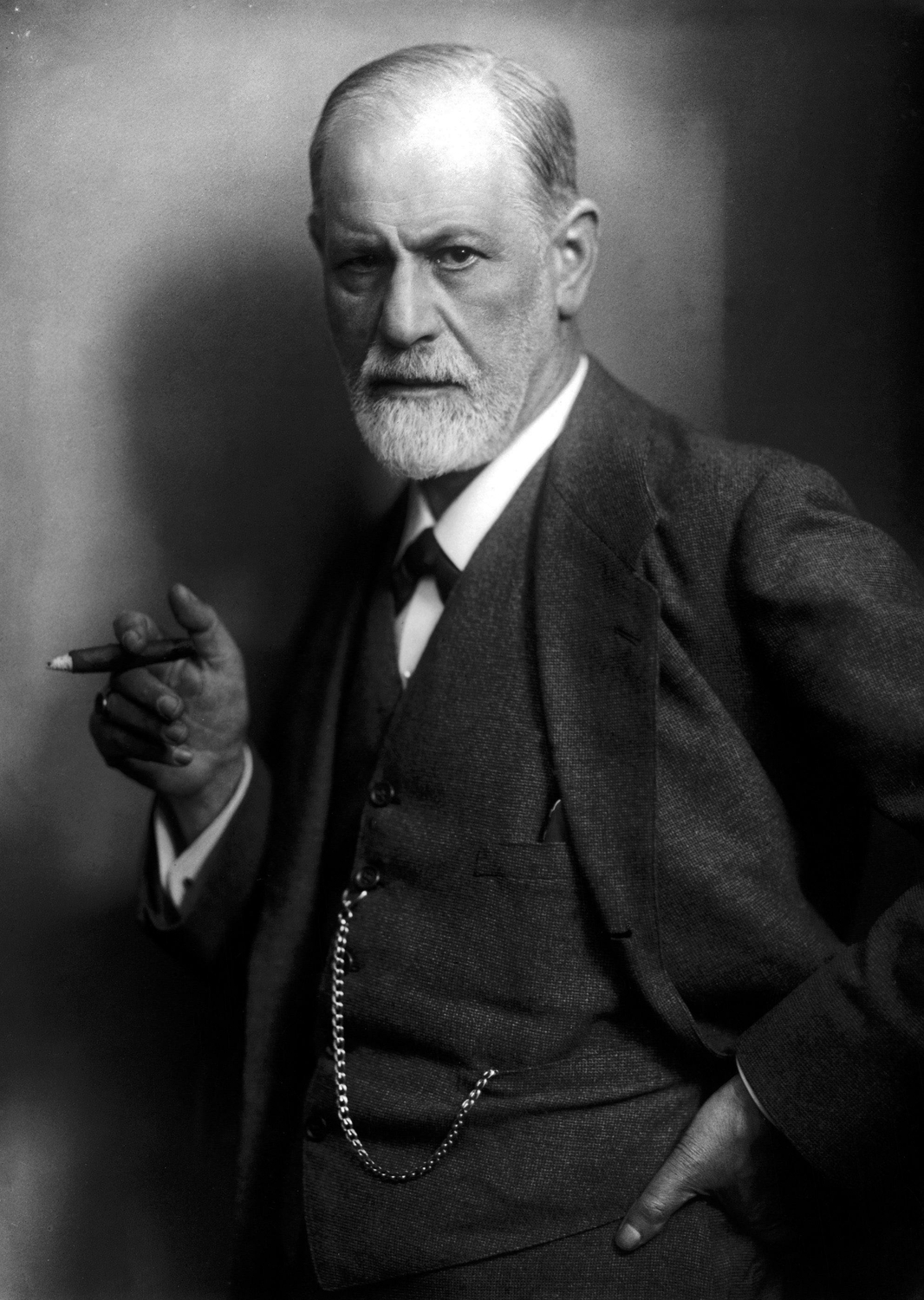
Sigmund Freud, le maître à penser de Marie (v. 1921).

La famille royale de Grèce à nouveau en sécurité, Georges reprend l’existence qui était la sienne avant la Première Guerre mondiale. Tandis que son épouse s'éloigne d'Aristide Briand pour un nouvel amant (1923), le prince poursuit sa liaison avec Valdemar. Au fil des ans, le prince danois est devenu une figure si familière dans le foyer de Georges et Marie que Pierre et Eugénie, les enfants du couple, ont pris l’habitude de le surnommer affectueusement Papa Two (« Papa numéro deux »).
En 1924, Roland Bonaparte, le beau-père de Georges, meurt et la princesse Marie connaît une grave période de doute et d'instabilité psychique. Après quelques mois dans cet état, elle prend contact avec le docteur Sigmund Freud et part à Vienne pour y suivre une analyse. Profondément conservateur, Georges désapprouve la décision de sa femme et tente de la dissuader d’entreprendre le voyage. Têtue, l'arrière-petite-nièce de Napoléon Ier rencontre malgré tout le praticien autrichien : c’est le début d’une amitié féconde qui fait de Marie l'un des pionniers de la psychanalyse en France.
Sa thérapie entamée, Marie gagne en assurance et décide bientôt de devenir elle-même analyste. La princesse prend alors ses distances avec Georges, à qui elle achète, en 1926, un hôtel particulier, situé au no 6 de la rue Adolphe-Yvon, à Paris. Contrairement aux apparences, ce n'est pas là la preuve d'une séparation : Georges conserve en effet ses appartements dans leur demeure de Saint-Cloud et le couple continue à s'y retrouver chaque week-end, souvent en compagnie de la famille du prince André. Simplement, Marie cherche davantage de tranquillité pour mener à bien son travail. Elle juge, par ailleurs, que la nouvelle résidence de son époux lui permettra de recevoir plus tranquillement Valdemar lors de ses séjours en France.
Au fil des années, le comportement de Georges vis-à-vis de Freud évolue considérablement. Alors qu’en 1927, il est déterminé à éloigner Marie du praticien autrichien, à la suite du scandale occasionné par la parution de sa traduction d’Un souvenir d'enfance de Léonard de Vinci, dix ans plus tard, le prince considère Freud comme un ami. Il reste que si Georges apprend peu à peu à apprécier le personnage, il refuse malgré tout d’adhérer à ses idées et préfère rester éloigné des travaux de son épouse. Bien moins cultivé que la princesse Marie et surtout beaucoup plus conventionnel qu'elle, Georges n'est cependant pas dénué d'intérêt pour les sciences. En novembre 1928, il a ainsi le plaisir d’être élu membre, à titre honoraire, du Royal Anthropological Institute of Great Britain and Ireland.

#### La restauration de Georges II et le retour en Grèce

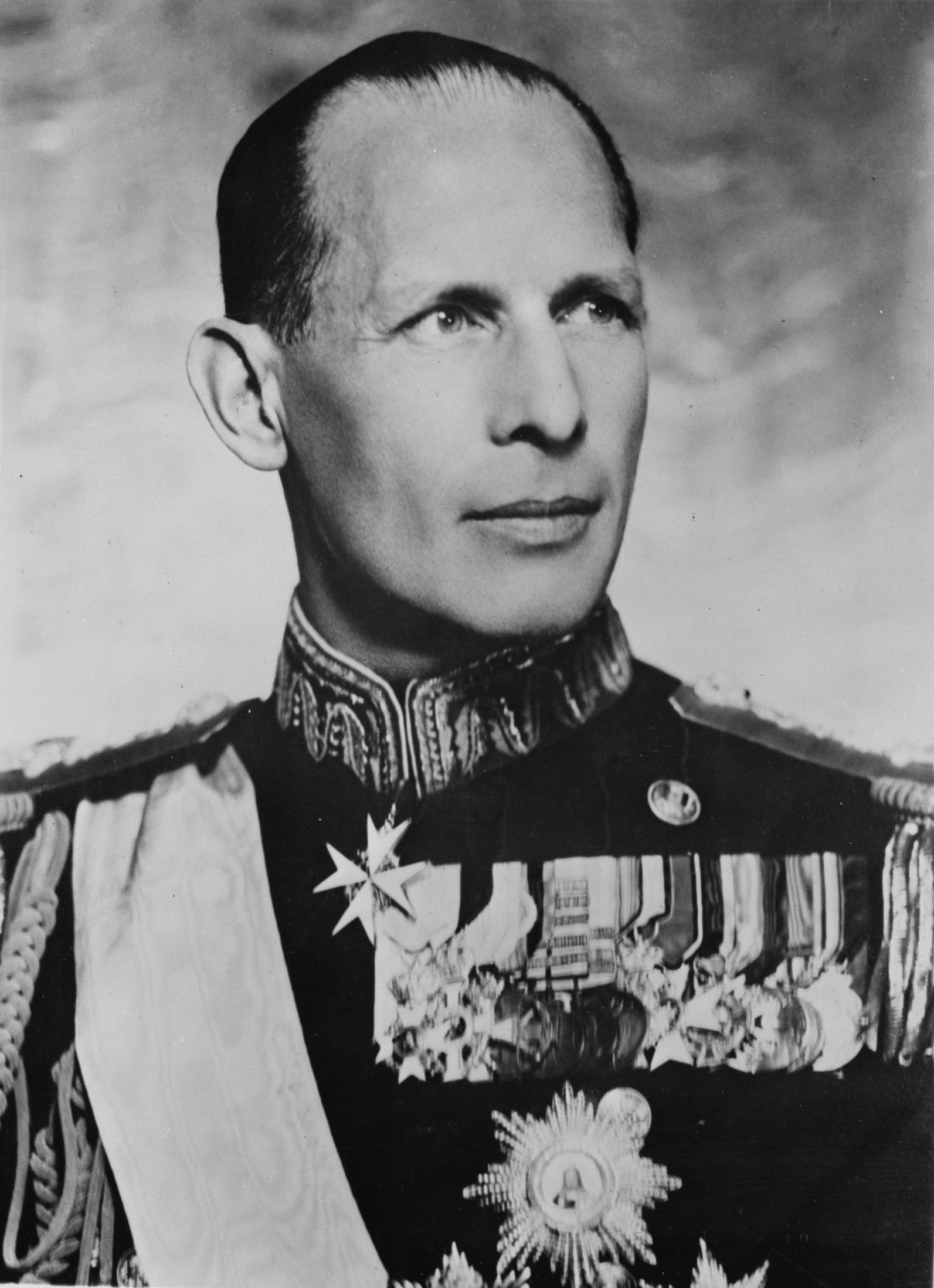
Le roi Georges II de Grèce, neveu du prince Georges (vers 1942).

Entre 1923 et 1935, la Grèce connaît une forte instabilité politique et financière. Ainsi, en douze ans, vingt-trois gouvernements, une dictature et treize coups d'État se succèdent. Incapables de rétablir l'ordre et discrédités par leur implication dans les différents putschs, les républicains perdent progressivement du terrain face aux monarchistes et des voix de plus en plus nombreuses réclament le retour du roi Georges II, neveu de Georges. Finalement, le 10 octobre 1935, l’armée abolit la Deuxième République hellénique et nomme le ministre Geórgios Kondýlis à la tête du pays. Ancien vénizéliste, Kondylis est un militaire déçu de la république, qu'il juge coupable d'avoir introduit l'anarchie en Grèce. Le 3 novembre, il organise donc un référendum truqué visant à légitimer son entreprise et à restaurer la monarchie,.
Une fois la victoire des monarchistes proclamée, une délégation hellène est envoyée auprès de Georges II afin de lui demander officiellement de rentrer à Athènes. Après avoir accepté, le souverain appelle à ses côtés différents membres de sa famille afin de leur proposer de revenir en Grèce avec lui. Il offre alors à Pierre, le fils de Georges, une position importante à sa cour. Cependant, le jeune homme décline la proposition du monarque et son père, toujours traumatisé par ses déboires en Crète, refuse de le pousser dans la voie qui s'ouvre à lui.
En novembre 1936, des funérailles officielles sont organisées, à Tatoï, à l'occasion du retour des cendres du roi Constantin Ier et des reines Sophie et Olga. Georges et les siens rentrent alors pour la première fois dans leur pays après seize ans d’exil. Ils y reçoivent un accueil chaleureux de la part de la population, ce qui rassure profondément le prince. Deux ans plus tard, Georges et son épouse retournent à nouveau dans le pays et poursuivent même leur visite jusqu’en Crète, où l’ancien haut-commissaire n’a jamais remis les pieds depuis 1906. Contrairement à ses appréhensions, Georges reçoit, là encore, un accueil enthousiaste, qui le comble de joie.

#### Entre tensions familiales et disparition du prince Valdemar
Le bonheur du prince est toutefois de courte durée. Dès son retour en France, Marie Bonaparte l’informe de la liaison qui unit, depuis 1935, le prince Pierre à Irène Ovtchinnikova, une roturière russe déjà deux fois divorcée. Profondément choqué par la nouvelle, Georges reproche à son épouse son libéralisme mais refuse de parler à son fils, qui s’apprête pourtant à partir avec sa maîtresse pour un long voyage anthropologique en Asie. Un an plus tard, en septembre 1939, Georges et Marie apprennent par les journaux le mariage de leur fils avec Irène, à Madras. Désespéré par ce geste qui s’apparente pour lui à une trahison, Georges refuse désormais tout contact avec Pierre et lui interdit l'entrée de sa maison.
Si, avant ces événements, Georges s’est toujours montré un père distant, mais aimant et indulgent, envers son fils, ses relations avec sa fille Eugénie sont beaucoup plus difficiles et, depuis longtemps, la princesse lui reproche sa froideur. La fin des années 1930 marque pourtant une période de rapprochement entre le père et la fille. Georges se montre en effet satisfait de son mariage avec le prince polonais Dominique Radziwill, en 1939, et il fait davantage d'efforts pour manifester à sa fille son affection.
Cependant, les tensions entre Georges et ses enfants ne sont pas les seuls événements marquants de cette période de la vie du prince. Début 1939, Valdemar de Danemark tombe gravement malade et Georges se précipite à son chevet pour le veiller. Malgré les efforts de ses médecins, l’amiral danois s’éteint le 14 janvier, après plusieurs jours d’agonie. Georges est dévasté par la disparition de son amant et seule sa croyance dans la transmigration des âmes parvient, en partie, à le consoler,. Selon les propres mots de Marie Bonaparte, les deux hommes étaient unis par « l’une de ces grandes passions qui sont, au dire de Rousseau, aussi rares qu’un grand génie ».

### De la montée du nazisme à la Seconde Guerre mondiale

#### Le sauvetage de Sigmund Freud et la guerre
Sur un plan moins intime, c’est l’ascension du fascisme et des persécutions antisémites en Europe qui occupent l’attention de Georges et de son épouse durant toute la fin des années 1930. Lorsque se produit l'Anschluss, en 1938, Marie Bonaparte fait ainsi tout son possible pour sauver la famille Freud et parvient, grâce à sa fortune, à faire sortir son maître à penser d'Autriche. Très malade, le vieil homme trouve néanmoins la mort quelques mois après son établissement à Londres, le 23 septembre 1939.
Le 1er septembre, l'Allemagne envahit la Pologne et le gendre de Georges ne tarde pas à s'engager dans la Légion polonaise pour secourir son pays. Dans cette situation difficile, Georges et Marie se rendent en Grèce en décembre. Ils y retrouvent le roi Georges II, qui se montre très préoccupé par la situation internationale et par les prétentions territoriales de l'Italie sur son pays.

#### De la Bataille de France à l'invasion de la Grèce

Carte montrant l'invasion allemande de la Grèce en avril-mai 1941.

Après ce bref séjour dans la capitale hellénique, Georges et Marie reviennent s'installer en France, où ils ne tardent pas à assister, impuissants, à l’invasion du pays par les forces du Reich (mai-juin 1940). Peu désireux de vivre sous domination allemande, le couple princier repart en Grèce en février 1941, après avoir mis de l’ordre dans ses affaires.
Cependant, l’avancée allemande se poursuit en Europe et la Grèce est à son tour envahie par les nazis en avril-mai 1941. Accompagnés de la plupart des autres membres de la famille royale hellène, Georges et Marie fuient donc d’abord en Crète (22 avril) puis en Égypte (30 avril), avant de s’établir pour plusieurs années en Afrique du Sud (8 juillet 1941),.

#### Exil en Afrique du Sud
Arrivés à Durban avec plusieurs autres membres de la famille royale de Grèce, Georges et Marie ont le soulagement d’y retrouver leur fille Eugénie, leur gendre Dominique et leur petite-fille Tatiana (née en août 1939) sains et saufs.
Rapidement, le couple princier met à profit son exil pour faire connaissance avec la faune et la flore africaines. À peine installés, Georges et Marie visitent ainsi le Parc national Kruger et se rendent jusqu’aux chutes Victoria, dans l’actuel Zimbabwe. Cependant, leur séjour dans le dominion britannique ne tarde pas à leur peser. Depuis la mort de Valdemar, l’humeur de Georges oscille entre tristesse et mauvaise humeur, sans que Marie réussisse à remplir le vide laissé par l’amant de son époux. Surtout, leur situation oblige le prince et la princesse à demeurer continuellement ensemble, ce qu’ils n’avaient plus l’habitude de faire depuis de nombreuses années.
Dans ce contexte difficile, la santé de Georges se dégrade. En septembre 1942, il souffre ainsi d’une hémorragie rétinienne durant trois semaines. Une fois remis, son état reste fragile et il perd beaucoup de poids. En août 1944, il contracte une grave laryngite. Dès octobre, toutefois, il prend la mer avec son épouse pour regagner l’Europe. Arrivé à Londres le 10 novembre, il se fait alors rapidement opérer d’un épithélioma du larynx, qui l'avait rendu aphone.

### Dernières années

#### Voyages et représentation

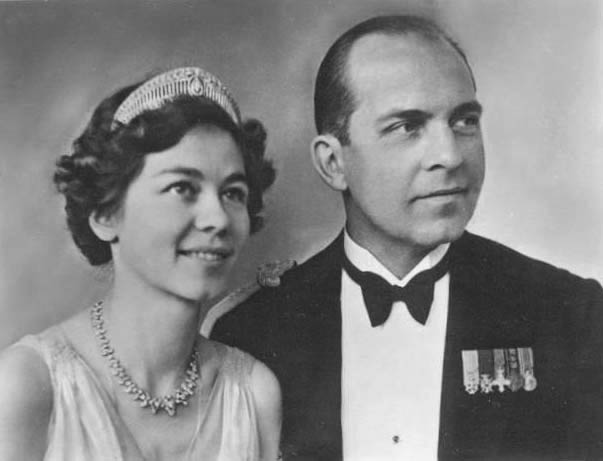
Le roi Paul Ier de Grèce et son épouse Frederika de Hanovre (1939).

Début 1945, le prince et son épouse rentrent à Paris, où ils reprennent leurs habitudes d'avant-guerre. Devenu plus proche de son épouse, Georges n'en reste pas moins attaché à la figure de Valdemar et, à peine le Danemark libéré, il se rend pour plusieurs semaines à Gentofte, afin d’y retrouver les souvenirs de son amant. L’année 1946 commence par un séjour de deux mois et demi au Canada et aux États-Unis, pays que la princesse Marie désire visiter depuis son enfance. Georges profite de ce passage en Amérique du Nord pour s’entretenir avec de nombreux évêques orthodoxes et pour passer de longues séances chez le dentiste.
De retour en Europe, le prince réalise une série de voyages officiels afin de représenter son neveu le roi Paul Ier lors de cérémonies familiales. Tantôt seul, tantôt accompagné de son épouse, Georges assiste ainsi aux funérailles de Christian X de Danemark (1947), à l'intronisation de la reine Juliana des Pays-Bas (1948), au mariage de son neveu le prince Philippe de Grèce avec la future Élisabeth II du Royaume-Uni (1947) et au couronnement de cette même Élisabeth (1953). Il est par ailleurs l'un des parrains du futur Charles III, fils d'Élisabeth et Philippe, né en 1948.
À partir de 1948, Georges et son épouse retournent par ailleurs chaque hiver en Grèce. Malgré la guerre civile qui secoue le pays, le prince prend beaucoup de plaisir à y retrouver sa famille et les lieux de son enfance. Très appréciés du roi et de la reine des Hellènes, Georges et Marie sont conviés à participer, en 1954, à la célèbre « croisière des rois » organisée à bord de l'Agamemnon pour faire découvrir les îles grecques aux familles royales européennes. Surtout, le prince effectue, peu de temps après, une dernière visite officielle en Crète, où il reçoit un accueil chaleureux.
Au Danemark aussi, Georges continue à être bien reçu. Le 24 juin 1949, une cérémonie est organisée dans le royaume scandinave pour les quatre-vingt ans du prince. Georges a alors l’honneur d’être nommé amiral de la flotte par son cousin le roi Frédéric IX.

#### Mémoires
Quand il n’est pas occupé avec sa famille, Georges profite de ses dernières années pour travailler à la rédaction de ses souvenirs. Centrées sur son passage aux affaires crétoises, les Mémoires du prince sont rédigées en grec, puis immédiatement relues et traduites en anglais par Marie Bonaparte. Malgré le passage des années, Georges se montre toujours aussi vindicatif vis-à-vis d’Elefthérios Venizélos, et il faut toute la force de persuasion de son épouse pour que le prince daigne atténuer un peu ce que celle-ci appelle ses « violences d’écriture ».
Les Mémoires de Georges sont finalement publiées à titre posthume par son épouse, aux États-Unis, en 1959. Éditées en grec et en anglais, elles portent le titre de The Cretan Drama: The Memoirs of H.R.H Prince George of Greece.

#### Disparition
À partir de 1956, l’état de santé du prince Georges, qui est désormais âgé de 88 ans, se dégrade. Durant l’été, il est ainsi opéré d’urgence d’une hernie étranglée et, malgré les soins de sa famille et de son aide-de-camp, le capitaine Vandoros, sa situation reste très préoccupante. En septembre 1957, Georges développe une hématurie : c’est le début d’une longue période d'agonie, mêlée d'angoisse devant la mort. Constamment veillé par son épouse, il s’éteint finalement le 25 novembre, à 2 h 15 du matin.
Conformément aux vœux du prince, sa dépouille mortelle est ramenée en Grèce, et enterrée au cimetière royal de Tatoï, le 4 décembre. Respectueuse de la relation amoureuse qui unissait Georges à son oncle Valdemar de Danemark, Marie Bonaparte fait alors placer, dans les mains de son époux, une mèche de cheveux et une photo de son rival ainsi qu’un saint-Christophe qu’il lui avait offert et auquel Georges tenait beaucoup.

## Dans la culture populaire

### Toponyme et monument

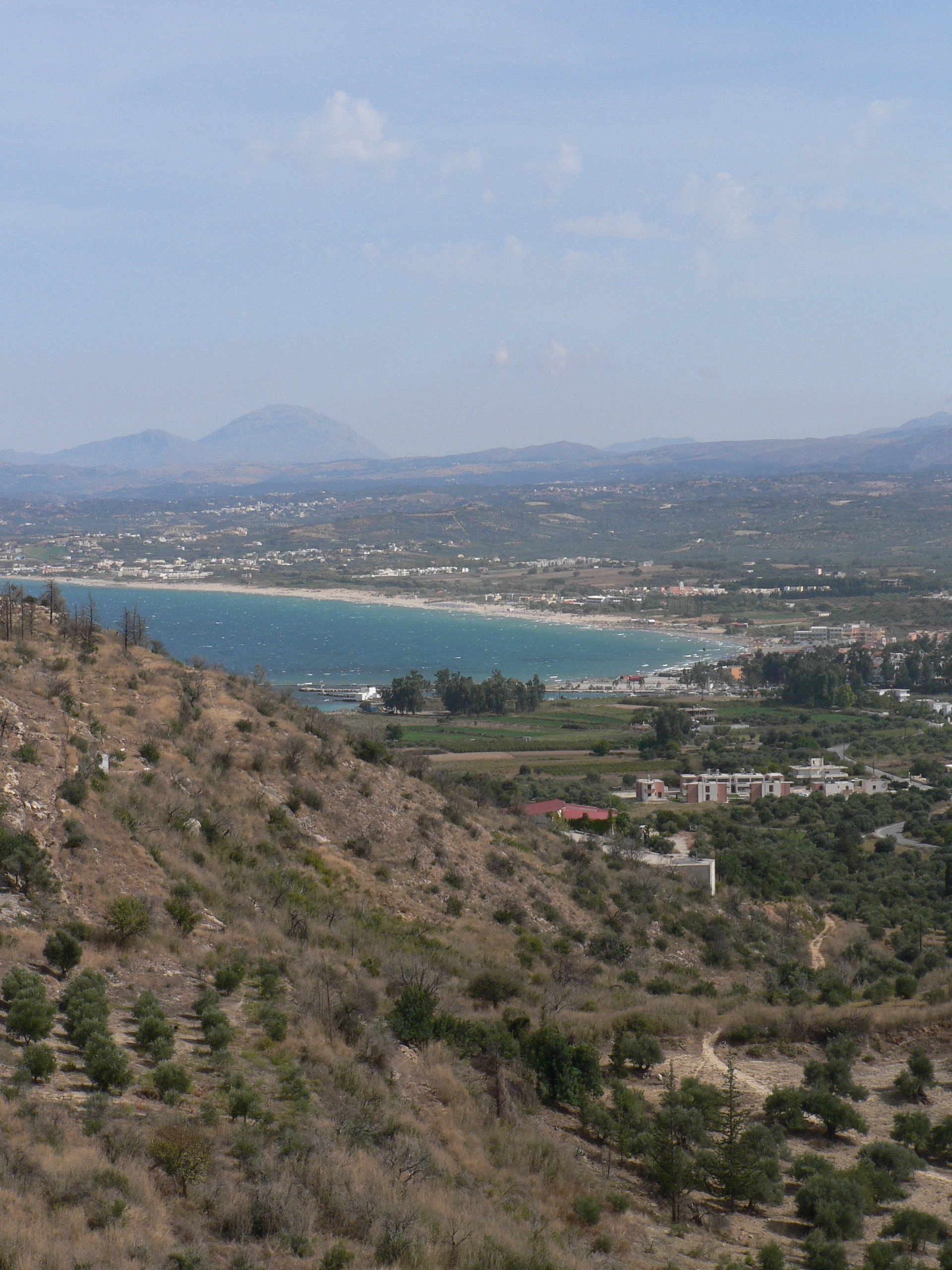
Vue de la ville de Georgioúpoli depuis les hauteurs.

En Crète, la station balnéaire de Georgioúpoli (en grec moderne : « Georgesville »), située entre La Canée et Réthymnon, a été rebaptisée ainsi en 1899 en l'honneur du prince Georges.
Depuis 1957, un monument dédié au prince s'élève à Souda, en souvenir du débarquement de 1898.

### Philatélie et numismatique
Plusieurs séries de timbre-poste à l'effigie du prince Georges ont été émises par le gouvernement de la Crète autonome entre 1900 et 1909.
En 1901, la banque de Crète émet une pièce de 50 lepta en argent qui présente, à l'avers, un portrait du prince Georges avec l'inscription « ΠΡΙΓΚΗΨ ΓΕΩΡΓΙΟΣ ΤΗΣ ΕΛΛΑΔΟΣ ΥΠΑΤΟΣ ΑΡΜΟΣΤΗΣ ΕΝ ΚΡΗΤΗ » (« Prince Georges de Grèce, Haut-commissaire en Crète »).

### Mini-série, téléfilm et adaptation littéraire
En 1984, le rôle de Georges est interprété par l'acteur grec Dimitri Koumiotis dans la mini-série américaine en deux épisodes The First Olympics: Athens 1896, réalisée par Alvin Rakoff.
En 2004, le rôle du prince est joué par l'acteur allemand Christoph Moosbrugger dans le téléfilm français en deux parties Princesse Marie, réalisé par Benoît Jacquot. Georges apparaît par ailleurs dans le roman tiré de ce téléfilm, Princesse Marie, publié par François-Olivier Rousseau en 2004.

### Documentaires
Le prince Georges apparaît dans différents documentaires consacrés aux familles royales européennes :
- On peut ainsi le voir dans plusieurs épisodes de la série danoise En kongelig Familie (en anglais : A Royal family), réalisée par Anna Lerche et Marcus Mandal[161].
- On peut également le voir dans l'épisode « Paul et Frederika » de la série documentaire Les Amants du siècle, réalisée par Frédéric Mitterrand en 1993.

### Muséographie
En France, le souvenir du prince Georges est conservé au musée de La Malmaison, auquel il a légué sa collection de 3 000 tabatières de style Empire à sa mort, en 1957,.
Le musée des Avelines de Saint-Cloud a par ailleurs organisé une exposition intitulée « Marie Bonaparte, princesse Georges de Grèce (1882-1962) - Portrait d'une femme engagée » entre le 4 octobre et le 12 décembre 2010. Bien que consacrée à l'épouse du prince, l'exposition évoquait également Georges et le couple insolite qu'il formait avec Marie.

## Arbres généalogiques

### Georges et Marie dans l'Europe des rois et des princes
|  |  |                                                                           |                                                                           |                                                                           |                                                                           |                                                                           |                                                                           |  |  |                                                               |                                                               |                                                               |                                                               |                                                               |                                                               |  |  |                                                     |                                                     |                                                     |                                                     |                                                     |                                                     |                                                     |                                                     |                                                            |                                                            |                                                            |                                                            |                                                            |                                                            |                               |                               |                                                                  |                                                                  |                                                                  |                                                                  |                                                                        |                                                                        |                                                                        |                                                                        |                                                                        |                                                                        |                                                           |                                                           |                                                           |                                                           |  |  |                                                                                         |                                                                                         |                                                                                         |                                                                                         |                                                                                         |                                                                                         |  |  |                                                                 |                                                                 |                                                                 |                                                                 |                                                                 |                                                                 |  |  |                                                              |                                                              |                                                              |                                                              |                                                              |                                                              |  |  |  |  |  |  |  |  |  |  |  |  |  |  |  |  |  |  |  |  |  |  |  |  |  |  |  |  |  |  |  |  |  |  |  |  |  |  |  |  |  |  |  |  |  |  |  |  |  |  |  |  |
|  |  |                                                                           |                                                                           |                                                                           |                                                                           |                                                                           |                                                                           |  |  |                                                               |                                                               |                                                               |                                                               |                                                               |                                                               |  |  |                                                     |                                                     |                                                     |                                                     |                                                     |                                                     |                                                     |                                                     |                                                            |                                                            |                                                            |                                                            |                                                            |                                                            |                               |                               |                                                                  |                                                                  |                                                                  |                                                                  |                                                                        |                                                                        |                                                                        |                                                                        |                                                                        |                                                                        |                                                           |                                                           |                                                           |                                                           |  |  |                                                                                         |                                                                                         |                                                                                         |                                                                                         |                                                                                         |                                                                                         |  |  |                                                                 |                                                                 |                                                                 |                                                                 |                                                                 |                                                                 |  |  |                                                              |                                                              |                                                              |                                                              |                                                              |                                                              |  |  |  |  |  |  |  |  |  |  |  |  |  |  |  |  |  |  |  |  |  |  |  |  |  |  |  |  |  |  |  |  |  |  |  |  |  |  |  |  |  |  |  |  |  |  |  |  |  |  |  |  |
|  |  | Jérôme, Roi de Westphalie ∞ Catherine, Pcesse de Wurtemberg               | Jérôme, Roi de Westphalie ∞ Catherine, Pcesse de Wurtemberg               | Jérôme, Roi de Westphalie ∞ Catherine, Pcesse de Wurtemberg               | Jérôme, Roi de Westphalie ∞ Catherine, Pcesse de Wurtemberg               | Jérôme, Roi de Westphalie ∞ Catherine, Pcesse de Wurtemberg               | Jérôme, Roi de Westphalie ∞ Catherine, Pcesse de Wurtemberg               |  |  | Lucien, Pce de Canino et Musignano ∞ Alexandrine de Bleschamp | Lucien, Pce de Canino et Musignano ∞ Alexandrine de Bleschamp | Lucien, Pce de Canino et Musignano ∞ Alexandrine de Bleschamp | Lucien, Pce de Canino et Musignano ∞ Alexandrine de Bleschamp | Lucien, Pce de Canino et Musignano ∞ Alexandrine de Bleschamp | Lucien, Pce de Canino et Musignano ∞ Alexandrine de Bleschamp |  |  |                                                     |                                                     |                                                     |                                                     |                                                     |                                                     |                                                     |                                                     |                                                            |                                                            |                                                            |                                                            |                                                            |                                                            |                               |                               |                                                                  |                                                                  |                                                                  |                                                                  | Nicolas Ier, Tsar de Russie ∞ Charlotte, Pcesse de Prusse              | Nicolas Ier, Tsar de Russie ∞ Charlotte, Pcesse de Prusse              | Nicolas Ier, Tsar de Russie ∞ Charlotte, Pcesse de Prusse              | Nicolas Ier, Tsar de Russie ∞ Charlotte, Pcesse de Prusse              | Nicolas Ier, Tsar de Russie ∞ Charlotte, Pcesse de Prusse              | Nicolas Ier, Tsar de Russie ∞ Charlotte, Pcesse de Prusse              |                                                           |                                                           |                                                           |                                                           |  |  | Frédéric-Guillaume, Duc de Schleswig-Holstein ∞ Louise-Caroline, Pcesse de Hesse-Cassel | Frédéric-Guillaume, Duc de Schleswig-Holstein ∞ Louise-Caroline, Pcesse de Hesse-Cassel | Frédéric-Guillaume, Duc de Schleswig-Holstein ∞ Louise-Caroline, Pcesse de Hesse-Cassel | Frédéric-Guillaume, Duc de Schleswig-Holstein ∞ Louise-Caroline, Pcesse de Hesse-Cassel | Frédéric-Guillaume, Duc de Schleswig-Holstein ∞ Louise-Caroline, Pcesse de Hesse-Cassel | Frédéric-Guillaume, Duc de Schleswig-Holstein ∞ Louise-Caroline, Pcesse de Hesse-Cassel |  |  |                                                                 |                                                                 |                                                                 |                                                                 |                                                                 |                                                                 |  |  |                                                              |                                                              |                                                              |                                                              |                                                              |                                                              |  |  |  |  |  |  |  |  |  |  |  |  |  |  |  |  |  |  |  |  |  |  |  |  |  |  |  |  |  |  |  |  |  |  |  |  |  |  |  |  |  |  |  |  |  |  |  |  |  |  |  |  |
|  |  | Jérôme, Roi de Westphalie ∞ Catherine, Pcesse de Wurtemberg               | Jérôme, Roi de Westphalie ∞ Catherine, Pcesse de Wurtemberg               | Jérôme, Roi de Westphalie ∞ Catherine, Pcesse de Wurtemberg               | Jérôme, Roi de Westphalie ∞ Catherine, Pcesse de Wurtemberg               | Jérôme, Roi de Westphalie ∞ Catherine, Pcesse de Wurtemberg               | Jérôme, Roi de Westphalie ∞ Catherine, Pcesse de Wurtemberg               |  |  | Lucien, Pce de Canino et Musignano ∞ Alexandrine de Bleschamp | Lucien, Pce de Canino et Musignano ∞ Alexandrine de Bleschamp | Lucien, Pce de Canino et Musignano ∞ Alexandrine de Bleschamp | Lucien, Pce de Canino et Musignano ∞ Alexandrine de Bleschamp | Lucien, Pce de Canino et Musignano ∞ Alexandrine de Bleschamp | Lucien, Pce de Canino et Musignano ∞ Alexandrine de Bleschamp |  |  |                                                     |                                                     |                                                     |                                                     |                                                     |                                                     |                                                     |                                                     |                                                            |                                                            |                                                            |                                                            |                                                            |                                                            |                               |                               |                                                                  |                                                                  |                                                                  |                                                                  | Nicolas Ier, Tsar de Russie ∞ Charlotte, Pcesse de Prusse              | Nicolas Ier, Tsar de Russie ∞ Charlotte, Pcesse de Prusse              | Nicolas Ier, Tsar de Russie ∞ Charlotte, Pcesse de Prusse              | Nicolas Ier, Tsar de Russie ∞ Charlotte, Pcesse de Prusse              | Nicolas Ier, Tsar de Russie ∞ Charlotte, Pcesse de Prusse              | Nicolas Ier, Tsar de Russie ∞ Charlotte, Pcesse de Prusse              |                                                           |                                                           |                                                           |                                                           |  |  | Frédéric-Guillaume, Duc de Schleswig-Holstein ∞ Louise-Caroline, Pcesse de Hesse-Cassel | Frédéric-Guillaume, Duc de Schleswig-Holstein ∞ Louise-Caroline, Pcesse de Hesse-Cassel | Frédéric-Guillaume, Duc de Schleswig-Holstein ∞ Louise-Caroline, Pcesse de Hesse-Cassel | Frédéric-Guillaume, Duc de Schleswig-Holstein ∞ Louise-Caroline, Pcesse de Hesse-Cassel | Frédéric-Guillaume, Duc de Schleswig-Holstein ∞ Louise-Caroline, Pcesse de Hesse-Cassel | Frédéric-Guillaume, Duc de Schleswig-Holstein ∞ Louise-Caroline, Pcesse de Hesse-Cassel |  |  |                                                                 |                                                                 |                                                                 |                                                                 |                                                                 |                                                                 |  |  |                                                              |                                                              |                                                              |                                                              |                                                              |                                                              |  |  |  |  |  |  |  |  |  |  |  |  |  |  |  |  |  |  |  |  |  |  |  |  |  |  |  |  |  |  |  |  |  |  |  |  |  |  |  |  |  |  |  |  |  |  |  |  |  |  |  |  |
|  |  | Napoléon, Pce Napoléon ∞ Marie-Clotilde, Pcesse de Sardaigne              | Napoléon, Pce Napoléon ∞ Marie-Clotilde, Pcesse de Sardaigne              | Napoléon, Pce Napoléon ∞ Marie-Clotilde, Pcesse de Sardaigne              | Napoléon, Pce Napoléon ∞ Marie-Clotilde, Pcesse de Sardaigne              | Napoléon, Pce Napoléon ∞ Marie-Clotilde, Pcesse de Sardaigne              | Napoléon, Pce Napoléon ∞ Marie-Clotilde, Pcesse de Sardaigne              |  |  | Pierre-Napoléon, Pce Bonaparte ∞ Justine-Éléonore Ruflin      | Pierre-Napoléon, Pce Bonaparte ∞ Justine-Éléonore Ruflin      | Pierre-Napoléon, Pce Bonaparte ∞ Justine-Éléonore Ruflin      | Pierre-Napoléon, Pce Bonaparte ∞ Justine-Éléonore Ruflin      | Pierre-Napoléon, Pce Bonaparte ∞ Justine-Éléonore Ruflin      | Pierre-Napoléon, Pce Bonaparte ∞ Justine-Éléonore Ruflin      |  |  |                                                     |                                                     |                                                     |                                                     |                                                     |                                                     |                                                     |                                                     |                                                            |                                                            |                                                            |                                                            |                                                            |                                                            |                               |                               |                                                                  |                                                                  |                                                                  |                                                                  | Constantin, Vice-roi de Pologne ∞ Alexandra, Pcesse de Saxe-Altenbourg | Constantin, Vice-roi de Pologne ∞ Alexandra, Pcesse de Saxe-Altenbourg | Constantin, Vice-roi de Pologne ∞ Alexandra, Pcesse de Saxe-Altenbourg | Constantin, Vice-roi de Pologne ∞ Alexandra, Pcesse de Saxe-Altenbourg | Constantin, Vice-roi de Pologne ∞ Alexandra, Pcesse de Saxe-Altenbourg | Constantin, Vice-roi de Pologne ∞ Alexandra, Pcesse de Saxe-Altenbourg |                                                           |                                                           |                                                           |                                                           |  |  | Christian IX, Roi de Danemark ∞ Louise, Pcesse de Hesse-Cassel                          | Christian IX, Roi de Danemark ∞ Louise, Pcesse de Hesse-Cassel                          | Christian IX, Roi de Danemark ∞ Louise, Pcesse de Hesse-Cassel                          | Christian IX, Roi de Danemark ∞ Louise, Pcesse de Hesse-Cassel                          | Christian IX, Roi de Danemark ∞ Louise, Pcesse de Hesse-Cassel                          | Christian IX, Roi de Danemark ∞ Louise, Pcesse de Hesse-Cassel                          |  |  |                                                                 |                                                                 |                                                                 |                                                                 |                                                                 |                                                                 |  |  |                                                              |                                                              |                                                              |                                                              |                                                              |                                                              |  |  |  |  |  |  |  |  |  |  |  |  |  |  |  |  |  |  |  |  |  |  |  |  |  |  |  |  |  |  |  |  |  |  |  |  |  |  |  |  |  |  |  |  |  |  |  |  |  |  |  |  |
|  |  | Napoléon, Pce Napoléon ∞ Marie-Clotilde, Pcesse de Sardaigne              | Napoléon, Pce Napoléon ∞ Marie-Clotilde, Pcesse de Sardaigne              | Napoléon, Pce Napoléon ∞ Marie-Clotilde, Pcesse de Sardaigne              | Napoléon, Pce Napoléon ∞ Marie-Clotilde, Pcesse de Sardaigne              | Napoléon, Pce Napoléon ∞ Marie-Clotilde, Pcesse de Sardaigne              | Napoléon, Pce Napoléon ∞ Marie-Clotilde, Pcesse de Sardaigne              |  |  | Pierre-Napoléon, Pce Bonaparte ∞ Justine-Éléonore Ruflin      | Pierre-Napoléon, Pce Bonaparte ∞ Justine-Éléonore Ruflin      | Pierre-Napoléon, Pce Bonaparte ∞ Justine-Éléonore Ruflin      | Pierre-Napoléon, Pce Bonaparte ∞ Justine-Éléonore Ruflin      | Pierre-Napoléon, Pce Bonaparte ∞ Justine-Éléonore Ruflin      | Pierre-Napoléon, Pce Bonaparte ∞ Justine-Éléonore Ruflin      |  |  |                                                     |                                                     |                                                     |                                                     |                                                     |                                                     |                                                     |                                                     |                                                            |                                                            |                                                            |                                                            |                                                            |                                                            |                               |                               |                                                                  |                                                                  |                                                                  |                                                                  | Constantin, Vice-roi de Pologne ∞ Alexandra, Pcesse de Saxe-Altenbourg | Constantin, Vice-roi de Pologne ∞ Alexandra, Pcesse de Saxe-Altenbourg | Constantin, Vice-roi de Pologne ∞ Alexandra, Pcesse de Saxe-Altenbourg | Constantin, Vice-roi de Pologne ∞ Alexandra, Pcesse de Saxe-Altenbourg | Constantin, Vice-roi de Pologne ∞ Alexandra, Pcesse de Saxe-Altenbourg | Constantin, Vice-roi de Pologne ∞ Alexandra, Pcesse de Saxe-Altenbourg |                                                           |                                                           |                                                           |                                                           |  |  | Christian IX, Roi de Danemark ∞ Louise, Pcesse de Hesse-Cassel                          | Christian IX, Roi de Danemark ∞ Louise, Pcesse de Hesse-Cassel                          | Christian IX, Roi de Danemark ∞ Louise, Pcesse de Hesse-Cassel                          | Christian IX, Roi de Danemark ∞ Louise, Pcesse de Hesse-Cassel                          | Christian IX, Roi de Danemark ∞ Louise, Pcesse de Hesse-Cassel                          | Christian IX, Roi de Danemark ∞ Louise, Pcesse de Hesse-Cassel                          |  |  |                                                                 |                                                                 |                                                                 |                                                                 |                                                                 |                                                                 |  |  |                                                              |                                                              |                                                              |                                                              |                                                              |                                                              |  |  |  |  |  |  |  |  |  |  |  |  |  |  |  |  |  |  |  |  |  |  |  |  |  |  |  |  |  |  |  |  |  |  |  |  |  |  |  |  |  |  |  |  |  |  |  |  |  |  |  |  |
|  |  |                                                                           |                                                                           |                                                                           |                                                                           |                                                                           |                                                                           |  |  |                                                               |                                                               |                                                               |                                                               |                                                               |                                                               |  |  |                                                     |                                                     |                                                     |                                                     |                                                     |                                                     |                                                     |                                                     |                                                            |                                                            |                                                            |                                                            |                                                            |                                                            |                               |                               |                                                                  |                                                                  |                                                                  |                                                                  |                                                                        |                                                                        |                                                                        |                                                                        |                                                                        |                                                                        |                                                           |                                                           |                                                           |                                                           |  |  |                                                                                         |                                                                                         |                                                                                         |                                                                                         |                                                                                         |                                                                                         |  |  |                                                                 |                                                                 |                                                                 |                                                                 |                                                                 |                                                                 |  |  |                                                              |                                                              |                                                              |                                                              |                                                              |                                                              |  |  |  |  |  |  |  |  |  |  |  |  |  |  |  |  |  |  |  |  |  |  |  |  |  |  |  |  |  |  |  |  |  |  |  |  |  |  |  |  |  |  |  |  |  |  |  |  |  |  |  |  |
|  |  | Victor, Pce Napoléon ∞ Clémentine, Pcesse de Belgique                     | Victor, Pce Napoléon ∞ Clémentine, Pcesse de Belgique                     | Victor, Pce Napoléon ∞ Clémentine, Pcesse de Belgique                     | Victor, Pce Napoléon ∞ Clémentine, Pcesse de Belgique                     | Victor, Pce Napoléon ∞ Clémentine, Pcesse de Belgique                     | Victor, Pce Napoléon ∞ Clémentine, Pcesse de Belgique                     |  |  | Roland, Pce Bonaparte ∞ Marie-Félix Blanc                     | Roland, Pce Bonaparte ∞ Marie-Félix Blanc                     | Roland, Pce Bonaparte ∞ Marie-Félix Blanc                     | Roland, Pce Bonaparte ∞ Marie-Félix Blanc                     | Roland, Pce Bonaparte ∞ Marie-Félix Blanc                     | Roland, Pce Bonaparte ∞ Marie-Félix Blanc                     |  |  |                                                     |                                                     | Valdemar, Pce de Danemark ∞ Marie, Pcesse d'Orléans | Valdemar, Pce de Danemark ∞ Marie, Pcesse d'Orléans | Valdemar, Pce de Danemark ∞ Marie, Pcesse d'Orléans | Valdemar, Pce de Danemark ∞ Marie, Pcesse d'Orléans | Valdemar, Pce de Danemark ∞ Marie, Pcesse d'Orléans | Valdemar, Pce de Danemark ∞ Marie, Pcesse d'Orléans |                                                            |                                                            |                                                            |                                                            | Georges Ier, Roi des Hellènes                              | Georges Ier, Roi des Hellènes                              | Georges Ier, Roi des Hellènes | Georges Ier, Roi des Hellènes | Georges Ier, Roi des Hellènes                                    | Georges Ier, Roi des Hellènes                                    |                                                                  |                                                                  | Olga, Gde-Dsse de Russie                                               | Olga, Gde-Dsse de Russie                                               | Olga, Gde-Dsse de Russie                                               | Olga, Gde-Dsse de Russie                                               | Olga, Gde-Dsse de Russie                                               | Olga, Gde-Dsse de Russie                                               |                                                           |                                                           |                                                           |                                                           |  |  | Frédéric VIII, Roi de Danemark ∞ Louise, Pcesse de Suède                                | Frédéric VIII, Roi de Danemark ∞ Louise, Pcesse de Suède                                | Frédéric VIII, Roi de Danemark ∞ Louise, Pcesse de Suède                                | Frédéric VIII, Roi de Danemark ∞ Louise, Pcesse de Suède                                | Frédéric VIII, Roi de Danemark ∞ Louise, Pcesse de Suède                                | Frédéric VIII, Roi de Danemark ∞ Louise, Pcesse de Suède                                |  |  | Alexandra, Pcesse de Danemark ∞ Édouard VII, Roi du Royaume-Uni | Alexandra, Pcesse de Danemark ∞ Édouard VII, Roi du Royaume-Uni | Alexandra, Pcesse de Danemark ∞ Édouard VII, Roi du Royaume-Uni | Alexandra, Pcesse de Danemark ∞ Édouard VII, Roi du Royaume-Uni | Alexandra, Pcesse de Danemark ∞ Édouard VII, Roi du Royaume-Uni | Alexandra, Pcesse de Danemark ∞ Édouard VII, Roi du Royaume-Uni |  |  | Dagmar, Pcesse de Danemark ∞ Alexandre III, Tsar de Russie   | Dagmar, Pcesse de Danemark ∞ Alexandre III, Tsar de Russie   | Dagmar, Pcesse de Danemark ∞ Alexandre III, Tsar de Russie   | Dagmar, Pcesse de Danemark ∞ Alexandre III, Tsar de Russie   | Dagmar, Pcesse de Danemark ∞ Alexandre III, Tsar de Russie   | Dagmar, Pcesse de Danemark ∞ Alexandre III, Tsar de Russie   |  |  |  |  |  |  |  |  |  |  |  |  |  |  |  |  |  |  |  |  |  |  |  |  |  |  |  |  |  |  |  |  |  |  |  |  |  |  |  |  |  |  |  |  |  |  |  |  |  |  |  |  |
|  |  | Victor, Pce Napoléon ∞ Clémentine, Pcesse de Belgique                     | Victor, Pce Napoléon ∞ Clémentine, Pcesse de Belgique                     | Victor, Pce Napoléon ∞ Clémentine, Pcesse de Belgique                     | Victor, Pce Napoléon ∞ Clémentine, Pcesse de Belgique                     | Victor, Pce Napoléon ∞ Clémentine, Pcesse de Belgique                     | Victor, Pce Napoléon ∞ Clémentine, Pcesse de Belgique                     |  |  | Roland, Pce Bonaparte ∞ Marie-Félix Blanc                     | Roland, Pce Bonaparte ∞ Marie-Félix Blanc                     | Roland, Pce Bonaparte ∞ Marie-Félix Blanc                     | Roland, Pce Bonaparte ∞ Marie-Félix Blanc                     | Roland, Pce Bonaparte ∞ Marie-Félix Blanc                     | Roland, Pce Bonaparte ∞ Marie-Félix Blanc                     |  |  |                                                     |                                                     | Valdemar, Pce de Danemark ∞ Marie, Pcesse d'Orléans | Valdemar, Pce de Danemark ∞ Marie, Pcesse d'Orléans | Valdemar, Pce de Danemark ∞ Marie, Pcesse d'Orléans | Valdemar, Pce de Danemark ∞ Marie, Pcesse d'Orléans | Valdemar, Pce de Danemark ∞ Marie, Pcesse d'Orléans | Valdemar, Pce de Danemark ∞ Marie, Pcesse d'Orléans |                                                            |                                                            |                                                            |                                                            | Georges Ier, Roi des Hellènes                              | Georges Ier, Roi des Hellènes                              | Georges Ier, Roi des Hellènes | Georges Ier, Roi des Hellènes | Georges Ier, Roi des Hellènes                                    | Georges Ier, Roi des Hellènes                                    |                                                                  |                                                                  | Olga, Gde-Dsse de Russie                                               | Olga, Gde-Dsse de Russie                                               | Olga, Gde-Dsse de Russie                                               | Olga, Gde-Dsse de Russie                                               | Olga, Gde-Dsse de Russie                                               | Olga, Gde-Dsse de Russie                                               |                                                           |                                                           |                                                           |                                                           |  |  | Frédéric VIII, Roi de Danemark ∞ Louise, Pcesse de Suède                                | Frédéric VIII, Roi de Danemark ∞ Louise, Pcesse de Suède                                | Frédéric VIII, Roi de Danemark ∞ Louise, Pcesse de Suède                                | Frédéric VIII, Roi de Danemark ∞ Louise, Pcesse de Suède                                | Frédéric VIII, Roi de Danemark ∞ Louise, Pcesse de Suède                                | Frédéric VIII, Roi de Danemark ∞ Louise, Pcesse de Suède                                |  |  | Alexandra, Pcesse de Danemark ∞ Édouard VII, Roi du Royaume-Uni | Alexandra, Pcesse de Danemark ∞ Édouard VII, Roi du Royaume-Uni | Alexandra, Pcesse de Danemark ∞ Édouard VII, Roi du Royaume-Uni | Alexandra, Pcesse de Danemark ∞ Édouard VII, Roi du Royaume-Uni | Alexandra, Pcesse de Danemark ∞ Édouard VII, Roi du Royaume-Uni | Alexandra, Pcesse de Danemark ∞ Édouard VII, Roi du Royaume-Uni |  |  | Dagmar, Pcesse de Danemark ∞ Alexandre III, Tsar de Russie   | Dagmar, Pcesse de Danemark ∞ Alexandre III, Tsar de Russie   | Dagmar, Pcesse de Danemark ∞ Alexandre III, Tsar de Russie   | Dagmar, Pcesse de Danemark ∞ Alexandre III, Tsar de Russie   | Dagmar, Pcesse de Danemark ∞ Alexandre III, Tsar de Russie   | Dagmar, Pcesse de Danemark ∞ Alexandre III, Tsar de Russie   |  |  |  |  |  |  |  |  |  |  |  |  |  |  |  |  |  |  |  |  |  |  |  |  |  |  |  |  |  |  |  |  |  |  |  |  |  |  |  |  |  |  |  |  |  |  |  |  |  |  |  |  |
|  |  |                                                                           |                                                                           |                                                                           |                                                                           |                                                                           |                                                                           |  |  |                                                               |                                                               |                                                               |                                                               |                                                               |                                                               |  |  |                                                     |                                                     |                                                     |                                                     |                                                     |                                                     |                                                     |                                                     |                                                            |                                                            |                                                            |                                                            |                                                            |                                                            |                               |                               |                                                                  |                                                                  |                                                                  |                                                                  |                                                                        |                                                                        |                                                                        |                                                                        |                                                                        |                                                                        |                                                           |                                                           |                                                           |                                                           |  |  |                                                                                         |                                                                                         |                                                                                         |                                                                                         |                                                                                         |                                                                                         |  |  |                                                                 |                                                                 |                                                                 |                                                                 |                                                                 |                                                                 |  |  |                                                              |                                                              |                                                              |                                                              |                                                              |                                                              |  |  |  |  |  |  |  |  |  |  |  |  |  |  |  |  |  |  |  |  |  |  |  |  |  |  |  |  |  |  |  |  |  |  |  |  |  |  |  |  |  |  |  |  |  |  |  |  |  |  |  |  |
|  |  |                                                                           |                                                                           |                                                                           |                                                                           |                                                                           |                                                                           |  |  |                                                               |                                                               |                                                               |                                                               |                                                               |                                                               |  |  |                                                     |                                                     |                                                     |                                                     |                                                     |                                                     |                                                     |                                                     |                                                            |                                                            |                                                            |                                                            |                                                            |                                                            |                               |                               |                                                                  |                                                                  |                                                                  |                                                                  |                                                                        |                                                                        |                                                                        |                                                                        |                                                                        |                                                                        |                                                           |                                                           |                                                           |                                                           |  |  |                                                                                         |                                                                                         |                                                                                         |                                                                                         |                                                                                         |                                                                                         |  |  |                                                                 |                                                                 |                                                                 |                                                                 |                                                                 |                                                                 |  |  |                                                              |                                                              |                                                              |                                                              |                                                              |                                                              |  |  |  |  |  |  |  |  |  |  |  |  |  |  |  |  |  |  |  |  |  |  |  |  |  |  |  |  |  |  |  |  |  |  |  |  |  |  |  |  |  |  |  |  |  |  |  |  |  |  |  |  |
|  |  | Louis, Pce Napoléon ∞ Alix de Foresta                                     | Louis, Pce Napoléon ∞ Alix de Foresta                                     | Louis, Pce Napoléon ∞ Alix de Foresta                                     | Louis, Pce Napoléon ∞ Alix de Foresta                                     | Louis, Pce Napoléon ∞ Alix de Foresta                                     | Louis, Pce Napoléon ∞ Alix de Foresta                                     |  |  | Marie, Pcesse Bonaparte                                       | Marie, Pcesse Bonaparte                                       | Marie, Pcesse Bonaparte                                       | Marie, Pcesse Bonaparte                                       | Marie, Pcesse Bonaparte                                       | Marie, Pcesse Bonaparte                                       |  |  | Georges, Pce de Grèce                               | Georges, Pce de Grèce                               | Georges, Pce de Grèce                               | Georges, Pce de Grèce                               | Georges, Pce de Grèce                               | Georges, Pce de Grèce                               |                                                     |                                                     |                                                            |                                                            |                                                            |                                                            |                                                            |                                                            |                               |                               | Constantin Ier, Roi des Hellènes ∞ Sophie, Pcesse de Prusse      | Constantin Ier, Roi des Hellènes ∞ Sophie, Pcesse de Prusse      | Constantin Ier, Roi des Hellènes ∞ Sophie, Pcesse de Prusse      | Constantin Ier, Roi des Hellènes ∞ Sophie, Pcesse de Prusse      | Constantin Ier, Roi des Hellènes ∞ Sophie, Pcesse de Prusse            | Constantin Ier, Roi des Hellènes ∞ Sophie, Pcesse de Prusse            |                                                                        |                                                                        |                                                                        |                                                                        |                                                           |                                                           |                                                           |                                                           |  |  | André, Pce de Grèce ∞ Alice, Pcesse de Battenberg                                       | André, Pce de Grèce ∞ Alice, Pcesse de Battenberg                                       | André, Pce de Grèce ∞ Alice, Pcesse de Battenberg                                       | André, Pce de Grèce ∞ Alice, Pcesse de Battenberg                                       | André, Pce de Grèce ∞ Alice, Pcesse de Battenberg                                       | André, Pce de Grèce ∞ Alice, Pcesse de Battenberg                                       |  |  | George V, Roi du Royaume-Uni ∞ Mary, Pcesse de Teck             | George V, Roi du Royaume-Uni ∞ Mary, Pcesse de Teck             | George V, Roi du Royaume-Uni ∞ Mary, Pcesse de Teck             | George V, Roi du Royaume-Uni ∞ Mary, Pcesse de Teck             | George V, Roi du Royaume-Uni ∞ Mary, Pcesse de Teck             | George V, Roi du Royaume-Uni ∞ Mary, Pcesse de Teck             |  |  | Nicolas II, Tsar de Russie ∞ Alix, Pcesse de Hesse-Darmstadt | Nicolas II, Tsar de Russie ∞ Alix, Pcesse de Hesse-Darmstadt | Nicolas II, Tsar de Russie ∞ Alix, Pcesse de Hesse-Darmstadt | Nicolas II, Tsar de Russie ∞ Alix, Pcesse de Hesse-Darmstadt | Nicolas II, Tsar de Russie ∞ Alix, Pcesse de Hesse-Darmstadt | Nicolas II, Tsar de Russie ∞ Alix, Pcesse de Hesse-Darmstadt |  |  |  |  |  |  |  |  |  |  |  |  |  |  |  |  |  |  |  |  |  |  |  |  |  |  |  |  |  |  |  |  |  |  |  |  |  |  |  |  |  |  |  |  |  |  |  |  |  |  |  |  |
|  |  | Louis, Pce Napoléon ∞ Alix de Foresta                                     | Louis, Pce Napoléon ∞ Alix de Foresta                                     | Louis, Pce Napoléon ∞ Alix de Foresta                                     | Louis, Pce Napoléon ∞ Alix de Foresta                                     | Louis, Pce Napoléon ∞ Alix de Foresta                                     | Louis, Pce Napoléon ∞ Alix de Foresta                                     |  |  | Marie, Pcesse Bonaparte                                       | Marie, Pcesse Bonaparte                                       | Marie, Pcesse Bonaparte                                       | Marie, Pcesse Bonaparte                                       | Marie, Pcesse Bonaparte                                       | Marie, Pcesse Bonaparte                                       |  |  | Georges, Pce de Grèce                               | Georges, Pce de Grèce                               | Georges, Pce de Grèce                               | Georges, Pce de Grèce                               | Georges, Pce de Grèce                               | Georges, Pce de Grèce                               |                                                     |                                                     |                                                            |                                                            |                                                            |                                                            |                                                            |                                                            |                               |                               | Constantin Ier, Roi des Hellènes ∞ Sophie, Pcesse de Prusse      | Constantin Ier, Roi des Hellènes ∞ Sophie, Pcesse de Prusse      | Constantin Ier, Roi des Hellènes ∞ Sophie, Pcesse de Prusse      | Constantin Ier, Roi des Hellènes ∞ Sophie, Pcesse de Prusse      | Constantin Ier, Roi des Hellènes ∞ Sophie, Pcesse de Prusse            | Constantin Ier, Roi des Hellènes ∞ Sophie, Pcesse de Prusse            |                                                                        |                                                                        |                                                                        |                                                                        |                                                           |                                                           |                                                           |                                                           |  |  | André, Pce de Grèce ∞ Alice, Pcesse de Battenberg                                       | André, Pce de Grèce ∞ Alice, Pcesse de Battenberg                                       | André, Pce de Grèce ∞ Alice, Pcesse de Battenberg                                       | André, Pce de Grèce ∞ Alice, Pcesse de Battenberg                                       | André, Pce de Grèce ∞ Alice, Pcesse de Battenberg                                       | André, Pce de Grèce ∞ Alice, Pcesse de Battenberg                                       |  |  | George V, Roi du Royaume-Uni ∞ Mary, Pcesse de Teck             | George V, Roi du Royaume-Uni ∞ Mary, Pcesse de Teck             | George V, Roi du Royaume-Uni ∞ Mary, Pcesse de Teck             | George V, Roi du Royaume-Uni ∞ Mary, Pcesse de Teck             | George V, Roi du Royaume-Uni ∞ Mary, Pcesse de Teck             | George V, Roi du Royaume-Uni ∞ Mary, Pcesse de Teck             |  |  | Nicolas II, Tsar de Russie ∞ Alix, Pcesse de Hesse-Darmstadt | Nicolas II, Tsar de Russie ∞ Alix, Pcesse de Hesse-Darmstadt | Nicolas II, Tsar de Russie ∞ Alix, Pcesse de Hesse-Darmstadt | Nicolas II, Tsar de Russie ∞ Alix, Pcesse de Hesse-Darmstadt | Nicolas II, Tsar de Russie ∞ Alix, Pcesse de Hesse-Darmstadt | Nicolas II, Tsar de Russie ∞ Alix, Pcesse de Hesse-Darmstadt |  |  |  |  |  |  |  |  |  |  |  |  |  |  |  |  |  |  |  |  |  |  |  |  |  |  |  |  |  |  |  |  |  |  |  |  |  |  |  |  |  |  |  |  |  |  |  |  |  |  |  |  |
|  |  |                                                                           |                                                                           |                                                                           |                                                                           |                                                                           |                                                                           |  |  |                                                               |                                                               |                                                               |                                                               |                                                               |                                                               |  |  |                                                     |                                                     |                                                     |                                                     |                                                     |                                                     |                                                     |                                                     |                                                            |                                                            |                                                            |                                                            |                                                            |                                                            |                               |                               |                                                                  |                                                                  |                                                                  |                                                                  |                                                                        |                                                                        |                                                                        |                                                                        |                                                                        |                                                                        |                                                           |                                                           |                                                           |                                                           |  |  |                                                                                         |                                                                                         |                                                                                         |                                                                                         |                                                                                         |                                                                                         |  |  |                                                                 |                                                                 |                                                                 |                                                                 |                                                                 |                                                                 |  |  |                                                              |                                                              |                                                              |                                                              |                                                              |                                                              |  |  |  |  |  |  |  |  |  |  |  |  |  |  |  |  |  |  |  |  |  |  |  |  |  |  |  |  |  |  |  |  |  |  |  |  |  |  |  |  |  |  |  |  |  |  |  |  |  |  |  |  |
|  |  |                                                                           |                                                                           |                                                                           |                                                                           |                                                                           |                                                                           |  |  |                                                               |                                                               |                                                               |                                                               |                                                               |                                                               |  |  |                                                     |                                                     |                                                     |                                                     |                                                     |                                                     |                                                     |                                                     |                                                            |                                                            |                                                            |                                                            |                                                            |                                                            |                               |                               |                                                                  |                                                                  |                                                                  |                                                                  |                                                                        |                                                                        |                                                                        |                                                                        |                                                                        |                                                                        |                                                           |                                                           |                                                           |                                                           |  |  |                                                                                         |                                                                                         |                                                                                         |                                                                                         |                                                                                         |                                                                                         |  |  |                                                                 |                                                                 |                                                                 |                                                                 |                                                                 |                                                                 |  |  |                                                              |                                                              |                                                              |                                                              |                                                              |                                                              |  |  |  |  |  |  |  |  |  |  |  |  |  |  |  |  |  |  |  |  |  |  |  |  |  |  |  |  |  |  |  |  |  |  |  |  |  |  |  |  |  |  |  |  |  |  |  |  |  |  |  |  |
|  |  | Charles, Pce Napoléon ∞ Béatrice, Pcesse des Deux-Siciles                 | Charles, Pce Napoléon ∞ Béatrice, Pcesse des Deux-Siciles                 | Charles, Pce Napoléon ∞ Béatrice, Pcesse des Deux-Siciles                 | Charles, Pce Napoléon ∞ Béatrice, Pcesse des Deux-Siciles                 | Charles, Pce Napoléon ∞ Béatrice, Pcesse des Deux-Siciles                 | Charles, Pce Napoléon ∞ Béatrice, Pcesse des Deux-Siciles                 |  |  | Pierre, Pce de Grèce ∞ Irène Ovtchinnikova                    | Pierre, Pce de Grèce ∞ Irène Ovtchinnikova                    | Pierre, Pce de Grèce ∞ Irène Ovtchinnikova                    | Pierre, Pce de Grèce ∞ Irène Ovtchinnikova                    | Pierre, Pce de Grèce ∞ Irène Ovtchinnikova                    | Pierre, Pce de Grèce ∞ Irène Ovtchinnikova                    |  |  | Eugénie, Pcesse de Grèce ∞ Dominique, Pce Radziwill | Eugénie, Pcesse de Grèce ∞ Dominique, Pce Radziwill | Eugénie, Pcesse de Grèce ∞ Dominique, Pce Radziwill | Eugénie, Pcesse de Grèce ∞ Dominique, Pce Radziwill | Eugénie, Pcesse de Grèce ∞ Dominique, Pce Radziwill | Eugénie, Pcesse de Grèce ∞ Dominique, Pce Radziwill |                                                     |                                                     | Alexandre Ier, Roi des Hellènes ∞ Aspasía Mános            | Alexandre Ier, Roi des Hellènes ∞ Aspasía Mános            | Alexandre Ier, Roi des Hellènes ∞ Aspasía Mános            | Alexandre Ier, Roi des Hellènes ∞ Aspasía Mános            | Alexandre Ier, Roi des Hellènes ∞ Aspasía Mános            | Alexandre Ier, Roi des Hellènes ∞ Aspasía Mános            |                               |                               | Georges II, Roi des Hellènes ∞ Élisabeth, Pcesse de Roumanie     | Georges II, Roi des Hellènes ∞ Élisabeth, Pcesse de Roumanie     | Georges II, Roi des Hellènes ∞ Élisabeth, Pcesse de Roumanie     | Georges II, Roi des Hellènes ∞ Élisabeth, Pcesse de Roumanie     | Georges II, Roi des Hellènes ∞ Élisabeth, Pcesse de Roumanie           | Georges II, Roi des Hellènes ∞ Élisabeth, Pcesse de Roumanie           |                                                                        |                                                                        | Paul Ier, Roi des Hellènes ∞ Frederika, Pcesse de Hanovre              | Paul Ier, Roi des Hellènes ∞ Frederika, Pcesse de Hanovre              | Paul Ier, Roi des Hellènes ∞ Frederika, Pcesse de Hanovre | Paul Ier, Roi des Hellènes ∞ Frederika, Pcesse de Hanovre | Paul Ier, Roi des Hellènes ∞ Frederika, Pcesse de Hanovre | Paul Ier, Roi des Hellènes ∞ Frederika, Pcesse de Hanovre |  |  |                                                                                         |                                                                                         |                                                                                         |                                                                                         |                                                                                         |                                                                                         |  |  | George VI, Roi du Royaume-Uni ∞ Elizabeth Bowes-Lyon            | George VI, Roi du Royaume-Uni ∞ Elizabeth Bowes-Lyon            | George VI, Roi du Royaume-Uni ∞ Elizabeth Bowes-Lyon            | George VI, Roi du Royaume-Uni ∞ Elizabeth Bowes-Lyon            | George VI, Roi du Royaume-Uni ∞ Elizabeth Bowes-Lyon            | George VI, Roi du Royaume-Uni ∞ Elizabeth Bowes-Lyon            |  |  | Alexis, Tsarévitch de Russie                                 | Alexis, Tsarévitch de Russie                                 | Alexis, Tsarévitch de Russie                                 | Alexis, Tsarévitch de Russie                                 | Alexis, Tsarévitch de Russie                                 | Alexis, Tsarévitch de Russie                                 |  |  |  |  |  |  |  |  |  |  |  |  |  |  |  |  |  |  |  |  |  |  |  |  |  |  |  |  |  |  |  |  |  |  |  |  |  |  |  |  |  |  |  |  |  |  |  |  |  |  |  |  |
|  |  | Charles, Pce Napoléon ∞ Béatrice, Pcesse des Deux-Siciles                 | Charles, Pce Napoléon ∞ Béatrice, Pcesse des Deux-Siciles                 | Charles, Pce Napoléon ∞ Béatrice, Pcesse des Deux-Siciles                 | Charles, Pce Napoléon ∞ Béatrice, Pcesse des Deux-Siciles                 | Charles, Pce Napoléon ∞ Béatrice, Pcesse des Deux-Siciles                 | Charles, Pce Napoléon ∞ Béatrice, Pcesse des Deux-Siciles                 |  |  | Pierre, Pce de Grèce ∞ Irène Ovtchinnikova                    | Pierre, Pce de Grèce ∞ Irène Ovtchinnikova                    | Pierre, Pce de Grèce ∞ Irène Ovtchinnikova                    | Pierre, Pce de Grèce ∞ Irène Ovtchinnikova                    | Pierre, Pce de Grèce ∞ Irène Ovtchinnikova                    | Pierre, Pce de Grèce ∞ Irène Ovtchinnikova                    |  |  | Eugénie, Pcesse de Grèce ∞ Dominique, Pce Radziwill | Eugénie, Pcesse de Grèce ∞ Dominique, Pce Radziwill | Eugénie, Pcesse de Grèce ∞ Dominique, Pce Radziwill | Eugénie, Pcesse de Grèce ∞ Dominique, Pce Radziwill | Eugénie, Pcesse de Grèce ∞ Dominique, Pce Radziwill | Eugénie, Pcesse de Grèce ∞ Dominique, Pce Radziwill |                                                     |                                                     | Alexandre Ier, Roi des Hellènes ∞ Aspasía Mános            | Alexandre Ier, Roi des Hellènes ∞ Aspasía Mános            | Alexandre Ier, Roi des Hellènes ∞ Aspasía Mános            | Alexandre Ier, Roi des Hellènes ∞ Aspasía Mános            | Alexandre Ier, Roi des Hellènes ∞ Aspasía Mános            | Alexandre Ier, Roi des Hellènes ∞ Aspasía Mános            |                               |                               | Georges II, Roi des Hellènes ∞ Élisabeth, Pcesse de Roumanie     | Georges II, Roi des Hellènes ∞ Élisabeth, Pcesse de Roumanie     | Georges II, Roi des Hellènes ∞ Élisabeth, Pcesse de Roumanie     | Georges II, Roi des Hellènes ∞ Élisabeth, Pcesse de Roumanie     | Georges II, Roi des Hellènes ∞ Élisabeth, Pcesse de Roumanie           | Georges II, Roi des Hellènes ∞ Élisabeth, Pcesse de Roumanie           |                                                                        |                                                                        | Paul Ier, Roi des Hellènes ∞ Frederika, Pcesse de Hanovre              | Paul Ier, Roi des Hellènes ∞ Frederika, Pcesse de Hanovre              | Paul Ier, Roi des Hellènes ∞ Frederika, Pcesse de Hanovre | Paul Ier, Roi des Hellènes ∞ Frederika, Pcesse de Hanovre | Paul Ier, Roi des Hellènes ∞ Frederika, Pcesse de Hanovre | Paul Ier, Roi des Hellènes ∞ Frederika, Pcesse de Hanovre |  |  |                                                                                         |                                                                                         |                                                                                         |                                                                                         |                                                                                         |                                                                                         |  |  | George VI, Roi du Royaume-Uni ∞ Elizabeth Bowes-Lyon            | George VI, Roi du Royaume-Uni ∞ Elizabeth Bowes-Lyon            | George VI, Roi du Royaume-Uni ∞ Elizabeth Bowes-Lyon            | George VI, Roi du Royaume-Uni ∞ Elizabeth Bowes-Lyon            | George VI, Roi du Royaume-Uni ∞ Elizabeth Bowes-Lyon            | George VI, Roi du Royaume-Uni ∞ Elizabeth Bowes-Lyon            |  |  | Alexis, Tsarévitch de Russie                                 | Alexis, Tsarévitch de Russie                                 | Alexis, Tsarévitch de Russie                                 | Alexis, Tsarévitch de Russie                                 | Alexis, Tsarévitch de Russie                                 | Alexis, Tsarévitch de Russie                                 |  |  |  |  |  |  |  |  |  |  |  |  |  |  |  |  |  |  |  |  |  |  |  |  |  |  |  |  |  |  |  |  |  |  |  |  |  |  |  |  |  |  |  |  |  |  |  |  |  |  |  |  |
|  |  |                                                                           |                                                                           |                                                                           |                                                                           |                                                                           |                                                                           |  |  |                                                               |                                                               |                                                               |                                                               |                                                               |                                                               |  |  |                                                     |                                                     |                                                     |                                                     |                                                     |                                                     |                                                     |                                                     |                                                            |                                                            |                                                            |                                                            |                                                            |                                                            |                               |                               |                                                                  |                                                                  |                                                                  |                                                                  |                                                                        |                                                                        |                                                                        |                                                                        |                                                                        |                                                                        |                                                           |                                                           |                                                           |                                                           |  |  |                                                                                         |                                                                                         |                                                                                         |                                                                                         |                                                                                         |                                                                                         |  |  |                                                                 |                                                                 |                                                                 |                                                                 |                                                                 |                                                                 |  |  |                                                              |                                                              |                                                              |                                                              |                                                              |                                                              |  |  |  |  |  |  |  |  |  |  |  |  |  |  |  |  |  |  |  |  |  |  |  |  |  |  |  |  |  |  |  |  |  |  |  |  |  |  |  |  |  |  |  |  |  |  |  |  |  |  |  |  |
|  |  | Jean-Christophe, Pce Napoléon ∞ Olympia, Ctesse von und zu Arco-Zinneberg | Jean-Christophe, Pce Napoléon ∞ Olympia, Ctesse von und zu Arco-Zinneberg | Jean-Christophe, Pce Napoléon ∞ Olympia, Ctesse von und zu Arco-Zinneberg | Jean-Christophe, Pce Napoléon ∞ Olympia, Ctesse von und zu Arco-Zinneberg | Jean-Christophe, Pce Napoléon ∞ Olympia, Ctesse von und zu Arco-Zinneberg | Jean-Christophe, Pce Napoléon ∞ Olympia, Ctesse von und zu Arco-Zinneberg |  |  | Tatiana, Pcesse Radziwill ∞ Jean-Henri Fruchaud               | Tatiana, Pcesse Radziwill ∞ Jean-Henri Fruchaud               | Tatiana, Pcesse Radziwill ∞ Jean-Henri Fruchaud               | Tatiana, Pcesse Radziwill ∞ Jean-Henri Fruchaud               | Tatiana, Pcesse Radziwill ∞ Jean-Henri Fruchaud               | Tatiana, Pcesse Radziwill ∞ Jean-Henri Fruchaud               |  |  | Georges, Pce Radziwill ∞ Françoise Lageat           | Georges, Pce Radziwill ∞ Françoise Lageat           | Georges, Pce Radziwill ∞ Françoise Lageat           | Georges, Pce Radziwill ∞ Françoise Lageat           | Georges, Pce Radziwill ∞ Françoise Lageat           | Georges, Pce Radziwill ∞ Françoise Lageat           |                                                     |                                                     | Alexandra, Pcesse de Grèce ∞ Pierre II, Roi de Yougoslavie | Alexandra, Pcesse de Grèce ∞ Pierre II, Roi de Yougoslavie | Alexandra, Pcesse de Grèce ∞ Pierre II, Roi de Yougoslavie | Alexandra, Pcesse de Grèce ∞ Pierre II, Roi de Yougoslavie | Alexandra, Pcesse de Grèce ∞ Pierre II, Roi de Yougoslavie | Alexandra, Pcesse de Grèce ∞ Pierre II, Roi de Yougoslavie |                               |                               | Constantin II, Roi des Hellènes ∞ Anne-Marie, Pcesse de Danemark | Constantin II, Roi des Hellènes ∞ Anne-Marie, Pcesse de Danemark | Constantin II, Roi des Hellènes ∞ Anne-Marie, Pcesse de Danemark | Constantin II, Roi des Hellènes ∞ Anne-Marie, Pcesse de Danemark | Constantin II, Roi des Hellènes ∞ Anne-Marie, Pcesse de Danemark       | Constantin II, Roi des Hellènes ∞ Anne-Marie, Pcesse de Danemark       |                                                                        |                                                                        | Sophie, Pcesse de Grèce ∞ Juan Carlos Ier, Roi d'Espagne               | Sophie, Pcesse de Grèce ∞ Juan Carlos Ier, Roi d'Espagne               | Sophie, Pcesse de Grèce ∞ Juan Carlos Ier, Roi d'Espagne  | Sophie, Pcesse de Grèce ∞ Juan Carlos Ier, Roi d'Espagne  | Sophie, Pcesse de Grèce ∞ Juan Carlos Ier, Roi d'Espagne  | Sophie, Pcesse de Grèce ∞ Juan Carlos Ier, Roi d'Espagne  |  |  | Philip, Duc d'Édimbourg                                                                 | Philip, Duc d'Édimbourg                                                                 | Philip, Duc d'Édimbourg                                                                 | Philip, Duc d'Édimbourg                                                                 | Philip, Duc d'Édimbourg                                                                 | Philip, Duc d'Édimbourg                                                                 |  |  | Élisabeth II, Reine du Royaume-Uni                              | Élisabeth II, Reine du Royaume-Uni                              | Élisabeth II, Reine du Royaume-Uni                              | Élisabeth II, Reine du Royaume-Uni                              | Élisabeth II, Reine du Royaume-Uni                              | Élisabeth II, Reine du Royaume-Uni                              |  |  |                                                              |                                                              |                                                              |                                                              |                                                              |                                                              |  |  |  |  |  |  |  |  |  |  |  |  |  |  |  |  |  |  |  |  |  |  |  |  |  |  |  |  |  |  |  |  |  |  |  |  |  |  |  |  |  |  |  |  |  |  |  |  |  |  |  |  |
|  |  | Jean-Christophe, Pce Napoléon ∞ Olympia, Ctesse von und zu Arco-Zinneberg | Jean-Christophe, Pce Napoléon ∞ Olympia, Ctesse von und zu Arco-Zinneberg | Jean-Christophe, Pce Napoléon ∞ Olympia, Ctesse von und zu Arco-Zinneberg | Jean-Christophe, Pce Napoléon ∞ Olympia, Ctesse von und zu Arco-Zinneberg | Jean-Christophe, Pce Napoléon ∞ Olympia, Ctesse von und zu Arco-Zinneberg | Jean-Christophe, Pce Napoléon ∞ Olympia, Ctesse von und zu Arco-Zinneberg |  |  | Tatiana, Pcesse Radziwill ∞ Jean-Henri Fruchaud               | Tatiana, Pcesse Radziwill ∞ Jean-Henri Fruchaud               | Tatiana, Pcesse Radziwill ∞ Jean-Henri Fruchaud               | Tatiana, Pcesse Radziwill ∞ Jean-Henri Fruchaud               | Tatiana, Pcesse Radziwill ∞ Jean-Henri Fruchaud               | Tatiana, Pcesse Radziwill ∞ Jean-Henri Fruchaud               |  |  | Georges, Pce Radziwill ∞ Françoise Lageat           | Georges, Pce Radziwill ∞ Françoise Lageat           | Georges, Pce Radziwill ∞ Françoise Lageat           | Georges, Pce Radziwill ∞ Françoise Lageat           | Georges, Pce Radziwill ∞ Françoise Lageat           | Georges, Pce Radziwill ∞ Françoise Lageat           |                                                     |                                                     | Alexandra, Pcesse de Grèce ∞ Pierre II, Roi de Yougoslavie | Alexandra, Pcesse de Grèce ∞ Pierre II, Roi de Yougoslavie | Alexandra, Pcesse de Grèce ∞ Pierre II, Roi de Yougoslavie | Alexandra, Pcesse de Grèce ∞ Pierre II, Roi de Yougoslavie | Alexandra, Pcesse de Grèce ∞ Pierre II, Roi de Yougoslavie | Alexandra, Pcesse de Grèce ∞ Pierre II, Roi de Yougoslavie |                               |                               | Constantin II, Roi des Hellènes ∞ Anne-Marie, Pcesse de Danemark | Constantin II, Roi des Hellènes ∞ Anne-Marie, Pcesse de Danemark | Constantin II, Roi des Hellènes ∞ Anne-Marie, Pcesse de Danemark | Constantin II, Roi des Hellènes ∞ Anne-Marie, Pcesse de Danemark | Constantin II, Roi des Hellènes ∞ Anne-Marie, Pcesse de Danemark       | Constantin II, Roi des Hellènes ∞ Anne-Marie, Pcesse de Danemark       |                                                                        |                                                                        | Sophie, Pcesse de Grèce ∞ Juan Carlos Ier, Roi d'Espagne               | Sophie, Pcesse de Grèce ∞ Juan Carlos Ier, Roi d'Espagne               | Sophie, Pcesse de Grèce ∞ Juan Carlos Ier, Roi d'Espagne  | Sophie, Pcesse de Grèce ∞ Juan Carlos Ier, Roi d'Espagne  | Sophie, Pcesse de Grèce ∞ Juan Carlos Ier, Roi d'Espagne  | Sophie, Pcesse de Grèce ∞ Juan Carlos Ier, Roi d'Espagne  |  |  | Philip, Duc d'Édimbourg                                                                 | Philip, Duc d'Édimbourg                                                                 | Philip, Duc d'Édimbourg                                                                 | Philip, Duc d'Édimbourg                                                                 | Philip, Duc d'Édimbourg                                                                 | Philip, Duc d'Édimbourg                                                                 |  |  | Élisabeth II, Reine du Royaume-Uni                              | Élisabeth II, Reine du Royaume-Uni                              | Élisabeth II, Reine du Royaume-Uni                              | Élisabeth II, Reine du Royaume-Uni                              | Élisabeth II, Reine du Royaume-Uni                              | Élisabeth II, Reine du Royaume-Uni                              |  |  |                                                              |                                                              |                                                              |                                                              |                                                              |                                                              |  |  |  |  |  |  |  |  |  |  |  |  |  |  |  |  |  |  |  |  |  |  |  |  |  |  |  |  |  |  |  |  |  |  |  |  |  |  |  |  |  |  |  |  |  |  |  |  |  |  |  |  |

### Quartiers de Georges
|  |                                                                     |  |  |  |  |  |  |  |  |  |  |  |  |  |  |  |
|  | 16. Frédéric Charles Louis de Schleswig-Holstein-Sonderbourg-Beck   |  |  |  |  |  |  |  |  |  |  |  |  |  |  |  |
|  |                                                                     |  |  |  |  |  |  |  |  |  |  |  |  |  |  |  |
|  |                                                                     |  |  |  |  |  |  |  |  |  |  |  |  |  |  |  |
|  | 8. Frédéric-Guillaume de Schleswig-Holstein-Sonderbourg-Glücksbourg |  |  |  |  |  |  |  |  |  |  |  |  |  |  |  |
|  |                                                                     |  |  |  |  |  |  |  |  |  |  |  |  |  |  |  |
|  |                                                                     |  |  |  |  |  |  |  |  |  |  |  |  |  |  |  |
|  | 17. Frédérique de Schlieben                                         |  |  |  |  |  |  |  |  |  |  |  |  |  |  |  |
|  |                                                                     |  |  |  |  |  |  |  |  |  |  |  |  |  |  |  |
|  |                                                                     |  |  |  |  |  |  |  |  |  |  |  |  |  |  |  |
|  | 4. Christian IX de Danemark                                         |  |  |  |  |  |  |  |  |  |  |  |  |  |  |  |
|  |                                                                     |  |  |  |  |  |  |  |  |  |  |  |  |  |  |  |
|  |                                                                     |  |  |  |  |  |  |  |  |  |  |  |  |  |  |  |
|  | 18. Charles de Hesse-Cassel                                         |  |  |  |  |  |  |  |  |  |  |  |  |  |  |  |
|  |                                                                     |  |  |  |  |  |  |  |  |  |  |  |  |  |  |  |
|  |                                                                     |  |  |  |  |  |  |  |  |  |  |  |  |  |  |  |
|  | 9. Louise-Caroline de Hesse-Cassel                                  |  |  |  |  |  |  |  |  |  |  |  |  |  |  |  |
|  |                                                                     |  |  |  |  |  |  |  |  |  |  |  |  |  |  |  |
|  |                                                                     |  |  |  |  |  |  |  |  |  |  |  |  |  |  |  |
|  | 19. Louise de Danemark                                              |  |  |  |  |  |  |  |  |  |  |  |  |  |  |  |
|  |                                                                     |  |  |  |  |  |  |  |  |  |  |  |  |  |  |  |
|  |                                                                     |  |  |  |  |  |  |  |  |  |  |  |  |  |  |  |
|  | 2. Georges Ier de Grèce                                             |  |  |  |  |  |  |  |  |  |  |  |  |  |  |  |
|  |                                                                     |  |  |  |  |  |  |  |  |  |  |  |  |  |  |  |
|  |                                                                     |  |  |  |  |  |  |  |  |  |  |  |  |  |  |  |
|  | 20. Frédéric de Hesse-Cassel                                        |  |  |  |  |  |  |  |  |  |  |  |  |  |  |  |
|  |                                                                     |  |  |  |  |  |  |  |  |  |  |  |  |  |  |  |
|  |                                                                     |  |  |  |  |  |  |  |  |  |  |  |  |  |  |  |
|  | 10. Guillaume de Hesse-Cassel                                       |  |  |  |  |  |  |  |  |  |  |  |  |  |  |  |
|  |                                                                     |  |  |  |  |  |  |  |  |  |  |  |  |  |  |  |
|  |                                                                     |  |  |  |  |  |  |  |  |  |  |  |  |  |  |  |
|  | 21. Caroline de Nassau-Usingen                                      |  |  |  |  |  |  |  |  |  |  |  |  |  |  |  |
|  |                                                                     |  |  |  |  |  |  |  |  |  |  |  |  |  |  |  |
|  |                                                                     |  |  |  |  |  |  |  |  |  |  |  |  |  |  |  |
|  | 5. Louise de Hesse-Cassel                                           |  |  |  |  |  |  |  |  |  |  |  |  |  |  |  |
|  |                                                                     |  |  |  |  |  |  |  |  |  |  |  |  |  |  |  |
|  |                                                                     |  |  |  |  |  |  |  |  |  |  |  |  |  |  |  |
|  | 22. Frédéric de Danemark                                            |  |  |  |  |  |  |  |  |  |  |  |  |  |  |  |
|  |                                                                     |  |  |  |  |  |  |  |  |  |  |  |  |  |  |  |
|  |                                                                     |  |  |  |  |  |  |  |  |  |  |  |  |  |  |  |
|  | 11. Louise-Charlotte de Danemark                                    |  |  |  |  |  |  |  |  |  |  |  |  |  |  |  |
|  |                                                                     |  |  |  |  |  |  |  |  |  |  |  |  |  |  |  |
|  |                                                                     |  |  |  |  |  |  |  |  |  |  |  |  |  |  |  |
|  | 23. Sophie-Frédérique de Mecklembourg-Schwerin                      |  |  |  |  |  |  |  |  |  |  |  |  |  |  |  |
|  |                                                                     |  |  |  |  |  |  |  |  |  |  |  |  |  |  |  |
|  |                                                                     |  |  |  |  |  |  |  |  |  |  |  |  |  |  |  |
|  | 1. Georges de Grèce                                                 |  |  |  |  |  |  |  |  |  |  |  |  |  |  |  |
|  |                                                                     |  |  |  |  |  |  |  |  |  |  |  |  |  |  |  |
|  |                                                                     |  |  |  |  |  |  |  |  |  |  |  |  |  |  |  |
|  | 24. Paul Ier de Russie                                              |  |  |  |  |  |  |  |  |  |  |  |  |  |  |  |
|  |                                                                     |  |  |  |  |  |  |  |  |  |  |  |  |  |  |  |
|  |                                                                     |  |  |  |  |  |  |  |  |  |  |  |  |  |  |  |
|  | 12. Nicolas Ier de Russie                                           |  |  |  |  |  |  |  |  |  |  |  |  |  |  |  |
|  |                                                                     |  |  |  |  |  |  |  |  |  |  |  |  |  |  |  |
|  |                                                                     |  |  |  |  |  |  |  |  |  |  |  |  |  |  |  |
|  | 25. Sophie-Dorothée de Wurtemberg                                   |  |  |  |  |  |  |  |  |  |  |  |  |  |  |  |
|  |                                                                     |  |  |  |  |  |  |  |  |  |  |  |  |  |  |  |
|  |                                                                     |  |  |  |  |  |  |  |  |  |  |  |  |  |  |  |
|  | 6. Constantin Nikolaïevitch de Russie                               |  |  |  |  |  |  |  |  |  |  |  |  |  |  |  |
|  |                                                                     |  |  |  |  |  |  |  |  |  |  |  |  |  |  |  |
|  |                                                                     |  |  |  |  |  |  |  |  |  |  |  |  |  |  |  |
|  | 26. Frédéric-Guillaume III de Prusse                                |  |  |  |  |  |  |  |  |  |  |  |  |  |  |  |
|  |                                                                     |  |  |  |  |  |  |  |  |  |  |  |  |  |  |  |
|  |                                                                     |  |  |  |  |  |  |  |  |  |  |  |  |  |  |  |
|  | 13. Charlotte de Prusse                                             |  |  |  |  |  |  |  |  |  |  |  |  |  |  |  |
|  |                                                                     |  |  |  |  |  |  |  |  |  |  |  |  |  |  |  |
|  |                                                                     |  |  |  |  |  |  |  |  |  |  |  |  |  |  |  |
|  | 27. Louise de Mecklembourg-Strelitz                                 |  |  |  |  |  |  |  |  |  |  |  |  |  |  |  |
|  |                                                                     |  |  |  |  |  |  |  |  |  |  |  |  |  |  |  |
|  |                                                                     |  |  |  |  |  |  |  |  |  |  |  |  |  |  |  |
|  | 3. Olga Constantinovna de Russie                                    |  |  |  |  |  |  |  |  |  |  |  |  |  |  |  |
|  |                                                                     |  |  |  |  |  |  |  |  |  |  |  |  |  |  |  |
|  |                                                                     |  |  |  |  |  |  |  |  |  |  |  |  |  |  |  |
|  | 28. Frédéric Ier de Saxe-Hildburghausen                             |  |  |  |  |  |  |  |  |  |  |  |  |  |  |  |
|  |                                                                     |  |  |  |  |  |  |  |  |  |  |  |  |  |  |  |
|  |                                                                     |  |  |  |  |  |  |  |  |  |  |  |  |  |  |  |
|  | 14. Joseph de Saxe-Altenbourg                                       |  |  |  |  |  |  |  |  |  |  |  |  |  |  |  |
|  |                                                                     |  |  |  |  |  |  |  |  |  |  |  |  |  |  |  |
|  |                                                                     |  |  |  |  |  |  |  |  |  |  |  |  |  |  |  |
|  | 29. Charlotte de Mecklembourg-Strelitz                              |  |  |  |  |  |  |  |  |  |  |  |  |  |  |  |
|  |                                                                     |  |  |  |  |  |  |  |  |  |  |  |  |  |  |  |
|  |                                                                     |  |  |  |  |  |  |  |  |  |  |  |  |  |  |  |
|  | 7. Alexandra de Saxe-Altenbourg                                     |  |  |  |  |  |  |  |  |  |  |  |  |  |  |  |
|  |                                                                     |  |  |  |  |  |  |  |  |  |  |  |  |  |  |  |
|  |                                                                     |  |  |  |  |  |  |  |  |  |  |  |  |  |  |  |
|  | 30. Louis-Frédéric de Wurtemberg                                    |  |  |  |  |  |  |  |  |  |  |  |  |  |  |  |
|  |                                                                     |  |  |  |  |  |  |  |  |  |  |  |  |  |  |  |
|  |                                                                     |  |  |  |  |  |  |  |  |  |  |  |  |  |  |  |
|  | 15. Amélie de Wurtemberg                                            |  |  |  |  |  |  |  |  |  |  |  |  |  |  |  |
|  |                                                                     |  |  |  |  |  |  |  |  |  |  |  |  |  |  |  |
|  |                                                                     |  |  |  |  |  |  |  |  |  |  |  |  |  |  |  |
|  | 31. Henriette de Nassau-Weilbourg                                   |  |  |  |  |  |  |  |  |  |  |  |  |  |  |  |
|  |                                                                     |  |  |  |  |  |  |  |  |  |  |  |  |  |  |  |
|  |                                                                     |  |  |  |  |  |  |  |  |  |  |  |  |  |  |  |

### Œuvre de Georges
- (en) H.R.H Prince George of Greece, The Cretan Drama : The Memoirs of H.R.H. Prince George of Greece, New York, Robert Speller and sons, 1959 (ISBN 0831500743).

### Sur le prince Georges et ses fonctions crétoises
- (el) Ανδρέας Σκανδάμης, Πρίγκηψ Γεώργιος, η ζώη και το έργον του, Athènes,‎ 1955.
- (fr) Élisabeth Caude, « La Collection Georges de Grèce (1869-1957) au musée national des châteaux de Malmaison et Bois-Préau », dans Emmanuelle Le Bail et Marlène Cordier, Catalogue de l’exposition – Marie Bonaparte : portrait d’une femme engagée, Saint-Cloud, Musée d’art et d’histoire de Saint-Cloud, 2010, p. 44-47.
- (en) Robert Holland, « Nationalism, Ethnicity and the Concert of Europe: The Case of the High Commissionership of Prince George of Greece in Crete, 1898-1906 », Journal of Modern Greek Studies, vol. 17, no 2,‎ 1999, p. 253-276 (lire en ligne).
- (en) Robert Holland, « The Prince, the Powers and ‘the unfortunate regime’: The High Commissionership of Prince George of Greece in Crete, 1898-1906 », dans E Teleutaia Phase tou Kretikou Zetematos, Héraklion, Etairia Kretikon Istorikon Meleton, 2001, p. 31-46.
- (en) George Marcopoulos, « The Selection of Prince George of Greece as High Commissioner in Crete », Balkan Studies, vol. X, Université du Michigan,‎ 1969, p. 335-350.
- (en) John Van der Kiste et Coryne Hall, « An Unusual Royal Relationship: Waldemar and Marie of Denmark, and George of Greece », European Royal History Journal, no 17,‎ juin 2000, p. 6-9.
- (el + fr + en) Haris Yakoumis, Ioannis Kokkinakis et Irini Lydakis, Crète 1898-1899 : témoignages photographiques à travers l’album personnel du prince Georges, Éditions Universitaires de Crète, 2009 (ISBN 978-2-915936-09-4).

### Sur Georges comme figure du prince marin
- (en) Miriam Magdalena Schneider, The 'Sailor Prince' in the Age of Empire : Creating a Monarchical Brand in Nineteenth-Century Europe, Palgrave Macmillan, 2018, 324 p. (ISBN 3319875906).

### Sur la famille royale de Grèce
- Celia Bertin, Marie Bonaparte, Paris, Perrin, 1999 (ISBN 226201602X).
- Marie Bonaparte, À la mémoire des disparus : L'Appel des sèves, les souvenirs de jeunesse de Marie Bonaparte, t. 2, Paris, Presses universitaires de France, 1958.
- (en) Captain Walter Christmas, King George of Greece, New York, MacBride, Naste & Company, 1914 (lire en ligne).
- (es) Ricardo Mateos Sainz de Medrano, La Familia de la Reina Sofía, La Dinastía griega, la Casa de Hannover y los reales primos de Europa, Madrid, La Esfera de los Libros, 2004 (ISBN 84-9734-195-3).
- (en) Alan Palmer et Michael of Greece, The Royal House of Greece, Weidenfeld Nicolson Illustrated, 1990 (ISBN 0297830600).
- (en) John Van der Kiste, Kings of the Hellenes: The Greek Kings, 1863-1974, Sutton Publishing, 1994 (ISBN 0750921471).
- (en) Hugo Vickers, Alice, Princess Andrew of Greece, Londres, Hamish Hamilton, 2000 (ISBN 0-241-13686-5).

### Histoire de la Grèce
- (en) Richard Clogg, A Concise History of Greece, Cambridge, Cambridge UP, 1992 (ISBN 0-521-37-830-3).
- (en) Theocharis E. Detorakis, History of Crete, Heraklion, 1994.
- Édouard Driault et Michel Lhéritier, Histoire diplomatique de la Grèce de 1821 à nos jours : Suite du règne de Georges Ier jusqu'à la Révolution turque (1878-1908) - Hellénisme et Germanisme, t. IV, Paris, PUF, 1926 (lire en ligne).
- Édouard Driault et Michel Lhéritier, Histoire diplomatique de la Grèce de 1821 à nos jours : La Grèce et la Grande Guerre - De la révolution turque au traité de Lausanne (1908-1923), t. V, Paris, PUF, 1926 (lire en ligne).
- (en) Michael LLewellyn Smith, Olympics in Athens, 1896, Londres, Profile Books, 2004 (ISBN 1-8619-7342-X).
- Apostolos Vacalopoulos, Histoire de la Grèce moderne, Horvath, 1975, 330 p. (ISBN 2-7171-0057-1).

### Bases de données et dictionnaires
- Ressource relative à la vie publique :   - Documents diplomatiques suisses 1848-1975
- Ressource relative aux beaux-arts :   - National Portrait Gallery
- Notice dans un dictionnaire ou une encyclopédie généraliste :   - Britannica
- Notices d'autorité :   - VIAF
  - ISNI
  - IdRef
  - LCCN
  - GND

### Autres liens externes
- (el) Βασίλη Καζάντζη, « Το ανάκτορο του πρίγκιπος Γεωργίου στην Αθήνα », The Royal Chronicle,‎ 30 novembre 2014 (lire en ligne).
- (el) Ανδρέας Μέγκος, « 11 Μαΐου 1891: Ο Πρίγκιπας Γεώργιος σώζει τη ζωή του Τσάρεβιτς Νικόλαου », The Royal Chronicle,‎ 22 mai 2017 (lire en ligne).
- (en) Miriam Schneider, « A tale of two princes », sur Heirs to the Throne Project, University of St Andrews, 2019 (consulté le 9 juillet 2025).